# Echtes Johanniskraut
Das Echte Johanniskraut (Hypericum perforatum), auch Echt-Johanniskraut, Gewöhnliches Johanniskraut, Durchlöchertes Johanniskraut, Tüpfel-Johanniskraut oder Tüpfel-Hartheu, meist kurz Johanniskraut oder Johanneskraut (älter auch Joanniskraut) genannt, ist eine Pflanzenart aus der Gattung der Johanniskräuter (Hypericum) innerhalb der Familie der Hypericaceae (früher Hartheugewächse). Es findet seit langer Zeit Anwendung als Heilpflanze, heute vor allem als mildes Antidepressivum.

## Namensgebung
Volkstümlich wird das Echte Johanniskraut (lateinisch hypericum, früher auch ypericon und Hypericon) auch als Herrgottsblut bezeichnet. Der Name bezieht sich auf Johannes den Täufer, da die Pflanze um den Johannistag (24. Juni) herum blüht. Auch die lateinische Bezeichnung Flores sancti Johannis („Blüten des heiligen Johannes“), der englische Name St John’s wort und der spanische Name hierba de San Juan beziehen sich auf Johannes den Täufer.
Der Name Durchlöchertes Johanniskraut (und auch die lateinische Bezeichnung Hypericum perforatum) bezieht sich auf die dicht mit durchscheinenden Öldrüsen besetzte Blattspreite.

## Beschreibung

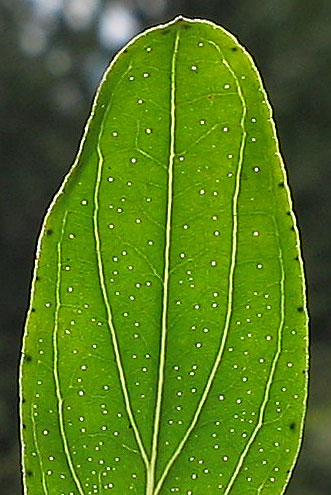
Die Laubblätter erscheinen durch ihre Öldrüsen „durchlöchert“

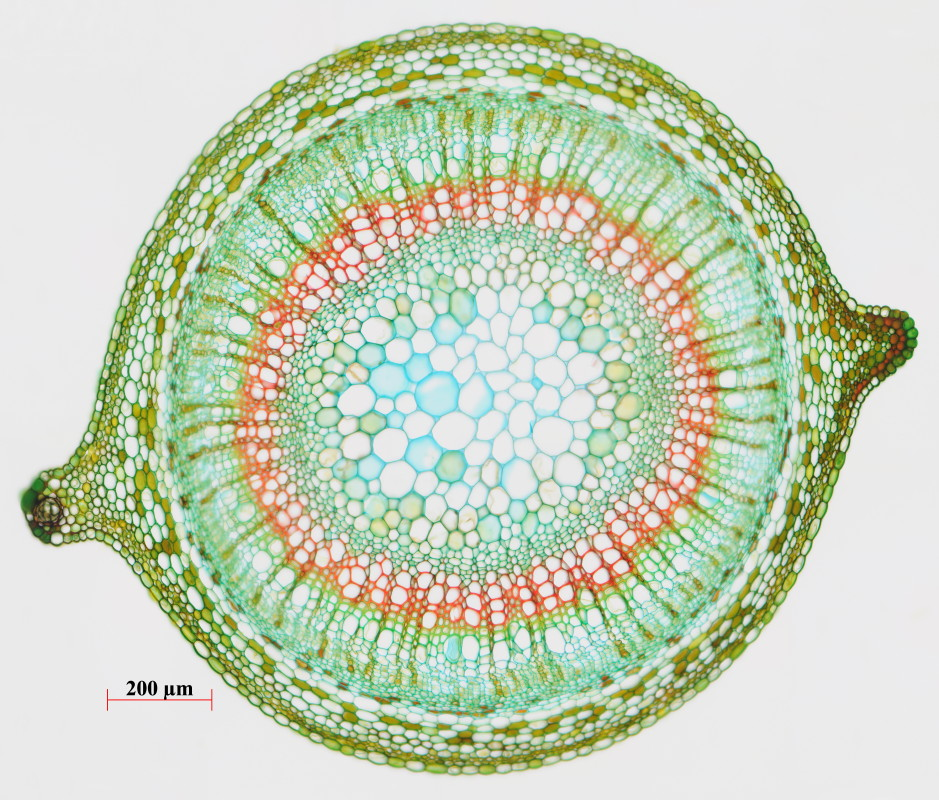
Stängel-Querschnitt

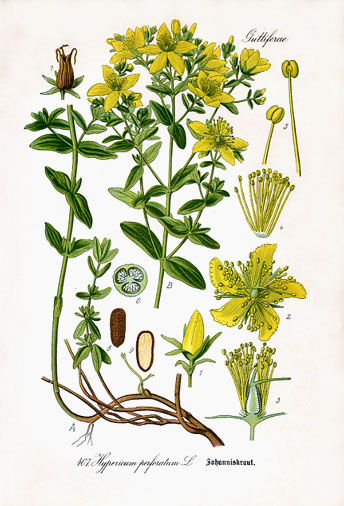
Illustration von Otto Wilhelm Thomé

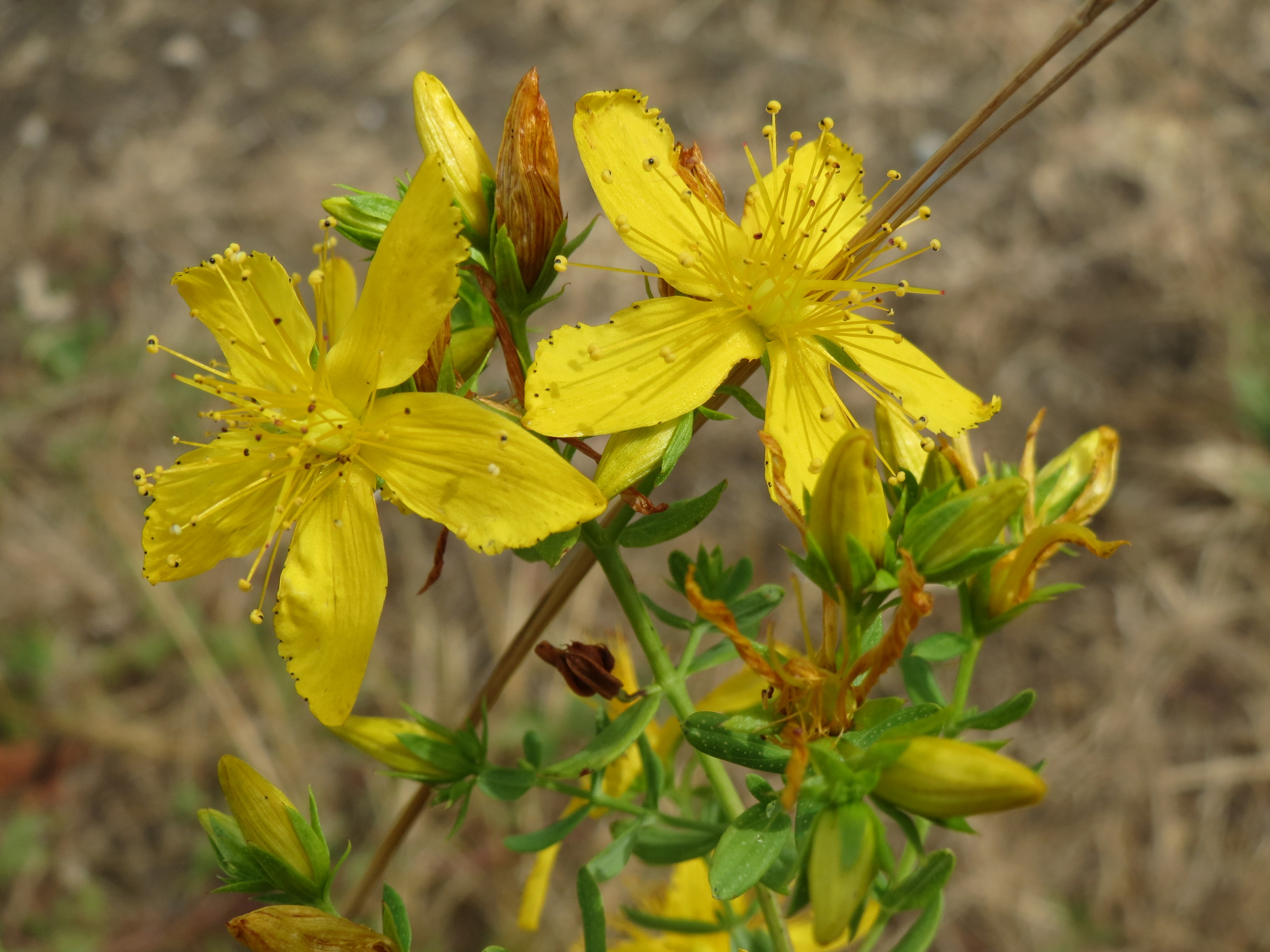
Blüten im Detail

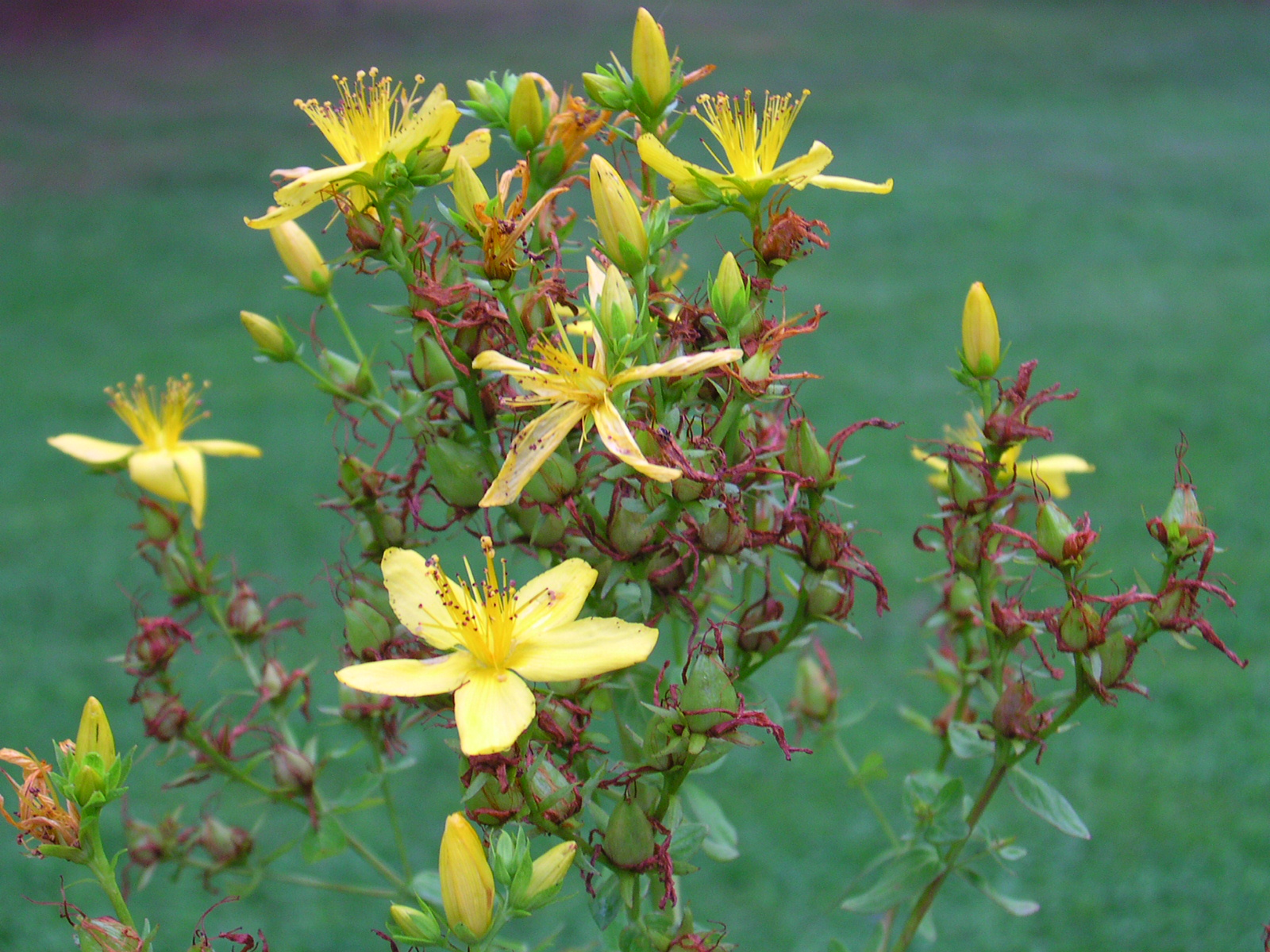
Blütenstand

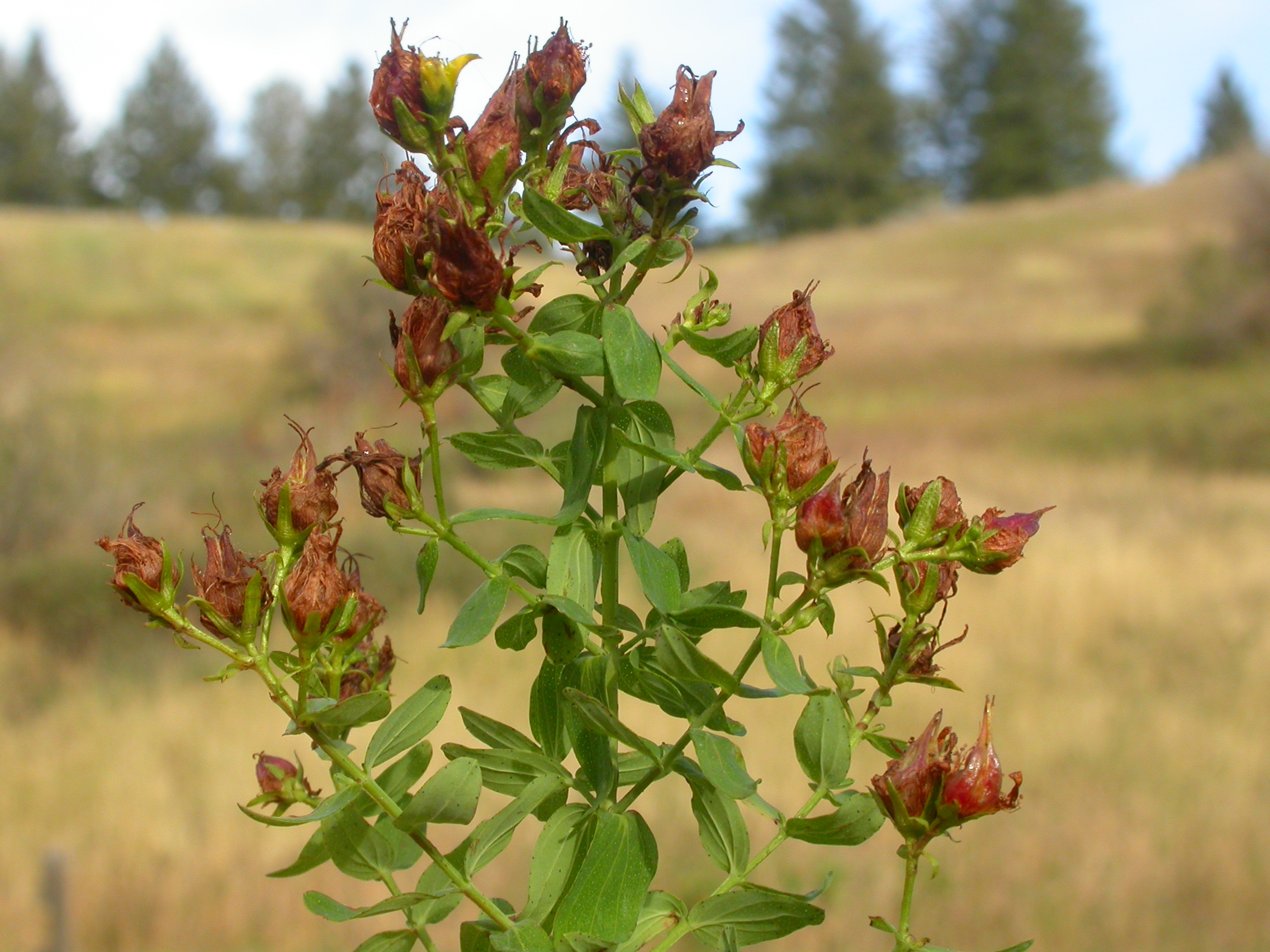
Früchte

### Vegetative Merkmale
Das Echte Johanniskraut ist eine ausdauernde krautige Pflanze, die Wuchshöhen von 15 bis 100 Zentimetern erreicht. Sie bildet stark verzweigte Wurzelkriechsprosse und eine spindelförmige, bis zu 50 Zentimeter tief reichende Wurzel. Der aufrechte Stängel ist durchgehend zweikantig und innen markig ausgefüllt (nicht hohl). Dadurch unterscheidet sich das Echte Johanniskraut von anderen Johanniskrautarten. Im oberen Bereich des Stängels ist das Echte Johanniskraut buschig verzweigt.
Die gegenständig angeordneten Laubblätter sind mehr oder weniger sitzend. Die einfache Blattspreite ist bei einer Länge von bis zu 3 Zentimetern oval-eiförmig bis länglich-linealisch. Die Blattspreite ist dicht mit durchscheinenden Öldrüsen besetzt. Der Blattrand ist mit schwarzen Drüsen punktiert. Bei den zahlreichen durchscheinenden Punktierungen der Spreite handelt es sich um Gewebslücken, die durch Spaltung oder Auseinanderweichen von Zellwänden entstanden sind und in denen das helle ätherische Öl konzentriert ist.

### Generative Merkmale
Die Blütezeit reicht von Juni bis August. Der meist reichblütige trugdoldige Blütenstand ist aus Dichasien mit (zur Fruchtzeit gut erkennbaren) Schraubeln zusammengesetzt.
Die zwittrigen Blüten sind radiärsymmetrisch und fünfzählig mit doppelter Blütenhülle. Die fünf Kelchblätter sind bis zu 5 Millimeter lang, länger als der Fruchtknoten, (ei)-lanzettlich, fein grannenartig zugespitzt, mit hellen und schwarzen Drüsen. Die fünf goldgelben Kronblätter sind bis 13 Millimeter lang, nur auf einer Seite gezähnt und am Rande schwarz punktiert. Die Kronblätter enthalten in Gewebslücken das blutrote Hypericin, das beim Zerreiben (am besten mehrere Blütenknospen nehmen) auf den Fingern eine Rotfärbung hinterlässt. Die einzelnen Kronblätter sind aufgrund ihrer gedrehten Knospenlage etwas asymmetrisch, sodass die ganze Blüte in offenem Zustand einem „Windrad“ ähnlich sieht. Die 50 bis 60, manchmal bis 100 Staubblätter umgeben in drei Büscheln angeordnet den Fruchtknoten. Aus den drei Staubblattanlagen entstehen durch zentrifugales Dedoublement drei Cluster mit insgesamt bis zu 100 Staubblättern. Der oberständige, ovale Fruchtknoten ist in drei Fächer unterteilt, die kürzer sind als die Kelchblätter.
Nektar wird nicht angeboten, stattdessen wird reichlich Pollen für etwaige Bestäuber bereitgehalten.
Die Frucht besteht aus einer schmal-eiförmigen, bis 10 Millimeter langen, gerieften dreifächrigen Spaltkapsel. Die Samen sind bei einer Länge von etwa 1 Millimetern länglich, gebogen und fein netzförmig.
Die Chromosomenzahl beträgt 2n = 32 oder 48.

## Ökologie
Beim Echten Johanniskraut handelt es sich um eine sommergrüne Schaftpflanze (überwinternde Pflanze ohne Rosette) und Hemikryptophyten. Es wurzelt bis 50 Zentimeter tief.
Blütenökologisch handelt es sich um eine homogene „Pollen-Scheibenblume“. Fremdbestäubung erfolgt durch Pollen suchende Insekten. Besucher sind besonders Bombus-Arten und Bienen- und Schwebfliegen-Arten. Selbstbestäubung ist durch die räumliche Trennung von Griffelästen und Staubbeutelbündeln erschwert, ist aber beim Schließen der Blüten möglich, wenn die schrumpfenden Kronblätter die Blüte wieder einhüllen.
Am Abend und beim Abblühen rollen sich die Blütenblätter an den Seiten in der Längsachse ein.
Die kleinen Samen der bei Trockenheit geöffneten Kapselfrüchte werden von Tieren verschleppt (Zoochorie) oder durch den Wind verbreitet (Ballonflieger). Vegetative Vermehrung erfolgt durch Wurzelkriechsprosse.
Das Echte Johanniskraut dient mehreren Schmetterlingsarten als Raupenfutterpflanze. Darunter sind die mono- und oligophagen Arten Vielzahn-Johanniskrauteule (Actinotia polyodon), Trockenrasen-Johanniskrauteule (Actinotia radiosa), Blasser Hartheu-Grauspanner (Aplocera efformata), Trockenrasen-Hartheu-Grauspanner (Aplocera plagiata), Großer Hartheu-Grauspanner (Aplocera praeformata), Ruderalflur-Johanniskrauteule (Chloantha hyperici) und Weißer Hartheuspanner (Siona lineata).

## Vorkommen
Das Echte Johanniskraut ist die in Europa am weitesten verbreitete Art der Gattung Hypericum. Es ist von Europa bis China, im westlichen Nordafrika in Marokko, Algerien und Tunesien sowie im südwestlichen Sudan heimisch. Das Echte Johanniskraut ist u. a. in weiten Teilen Nordamerikas, Teilen Südamerikas sowie in Australien, Japan und Korea ein Neophyt.
Man findet es in tiefen bis mittleren Höhenlagen. Es steigt in Tirol bis 1700 Meter, im Wallis bis etwa 2000 Meter Meereshöhe auf. In Europa kommt es nördlich bis Brunö in 65° 28' nördlicher Breite vor.
Es wächst verbreitet in Gebüschsäumen, an Waldrändern, Wegen und Böschungen, in Magerwiesen und -rasen, in Ginster- und Heidekrautheiden, in Brachen und Waldverlichtungen oder auf Bahnschotter als Pionierpflanze. Es gedeiht in Gesellschaften der Klassen Trifolio-Geranietea, Epilobietea angustifolii oder auch des Verbands Dauco-Melilotion.
Das Echte Johanniskraut tritt vorwiegend in größeren Gruppen auf, allerdings sind diese selten bestandsbildend. Als ökologische Zeigerwerte nach Ellenberg wird Hypericum perforatum als Halbschattenpflanze für mäßigwarme bis warme Standorte bei gemäßigtem Seeklima angegeben. Die angezeigte Bodenbeschaffenheit ist gleichmäßig trocken bis mäßig feucht und stickstoffarm, niemals jedoch stark sauer.

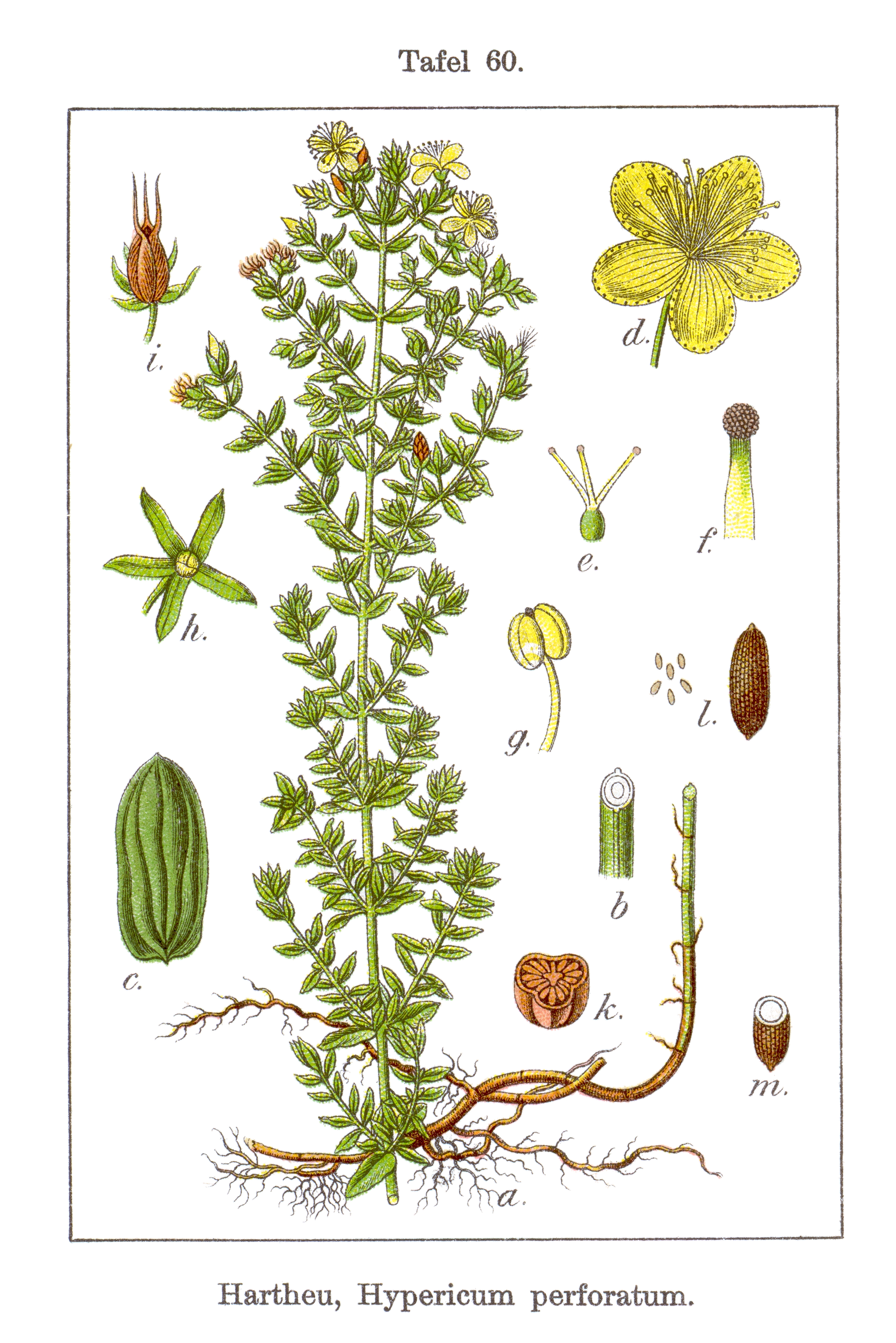
Illustration von Jacob Sturm
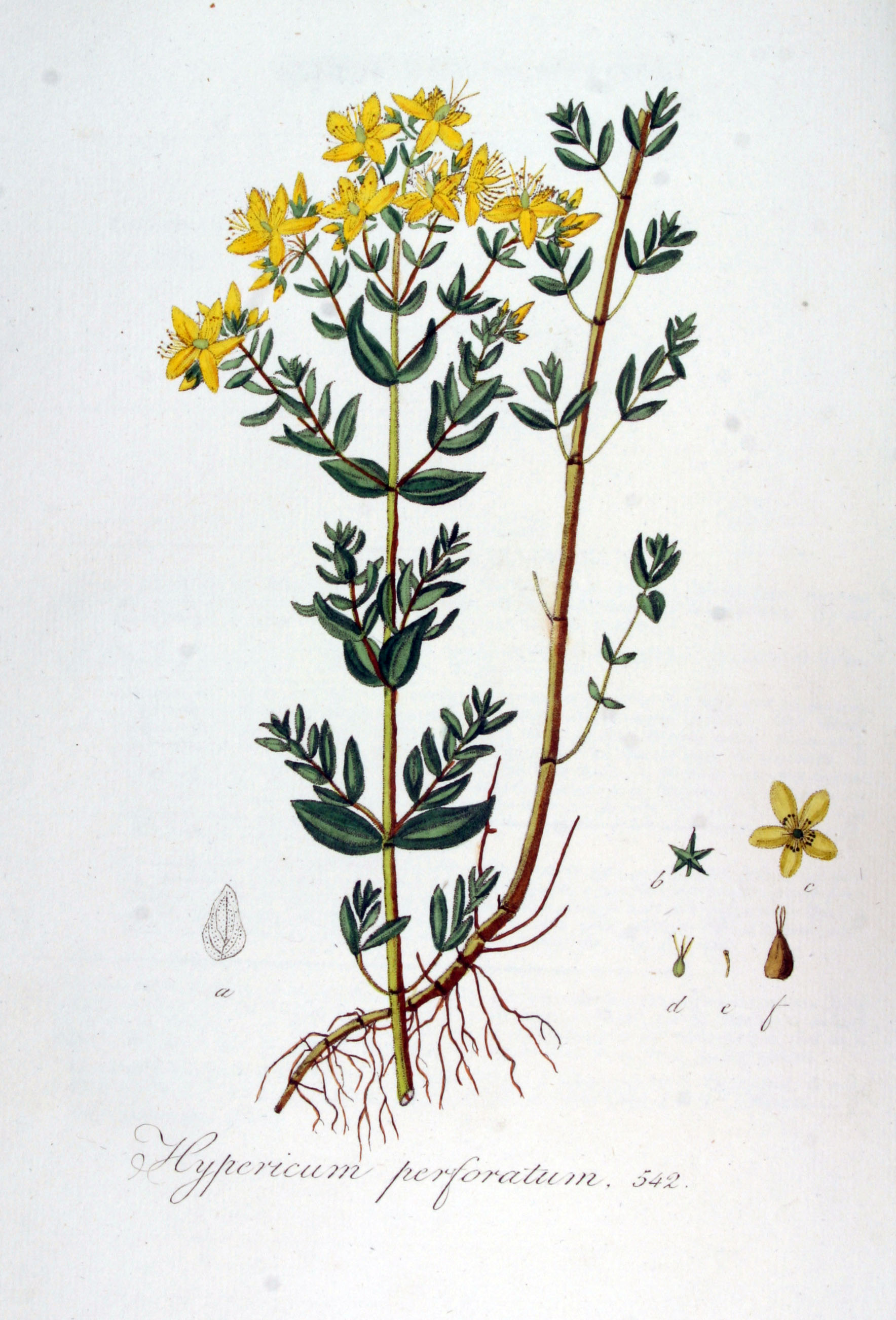
Illustration aus der Flora Batava
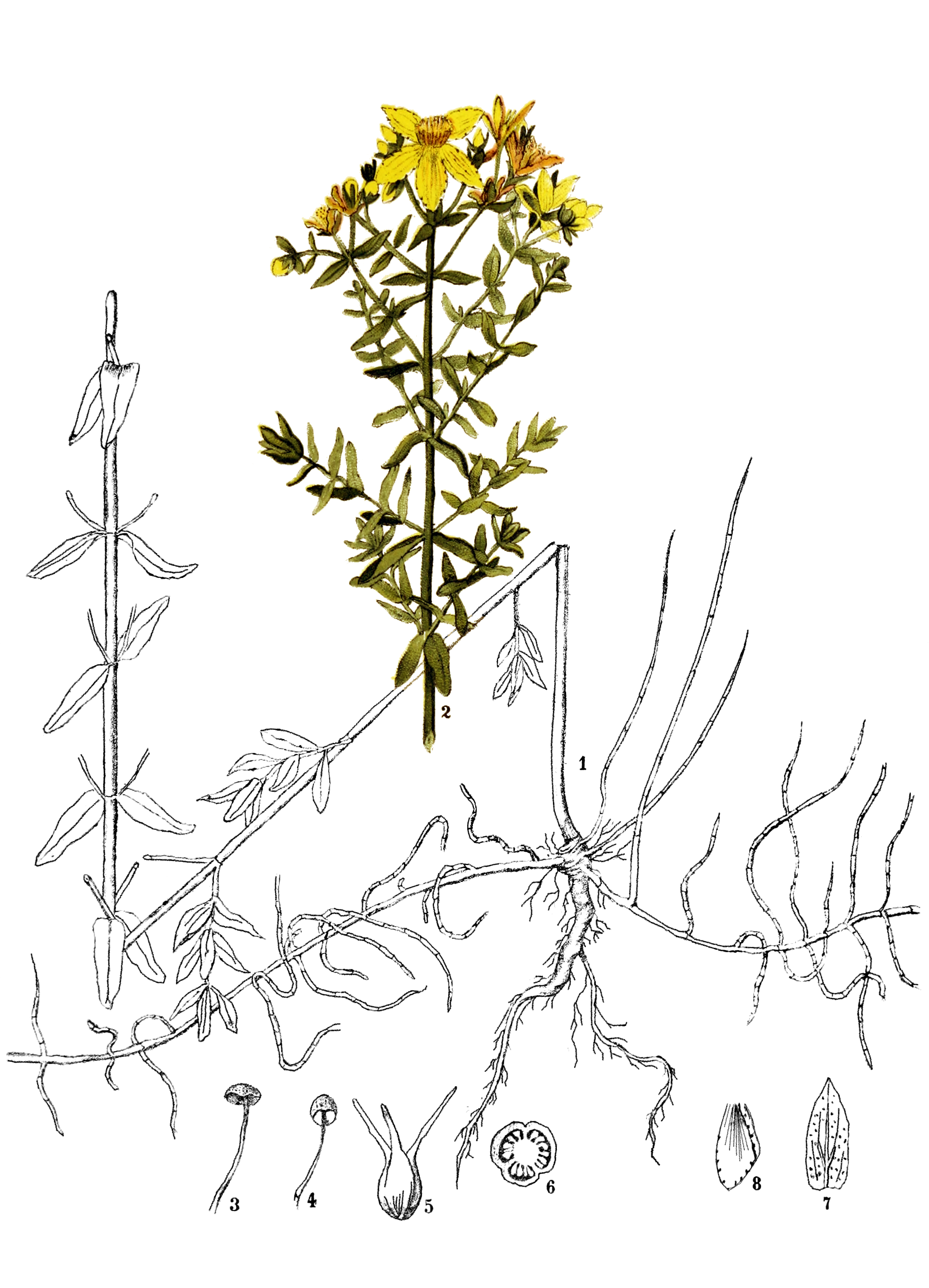
Illustration aus American Medicinal Plants
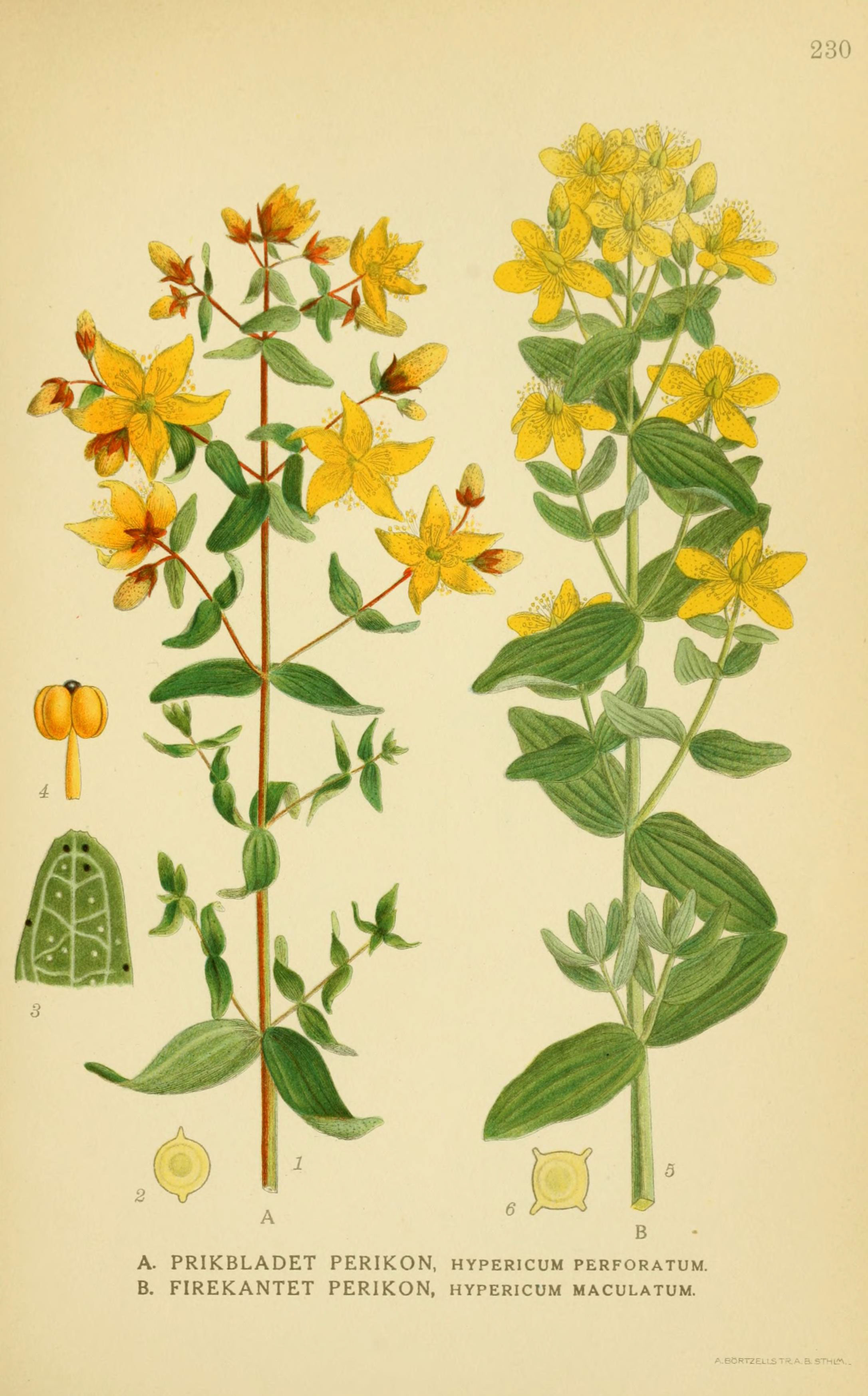
Illustration aus Billeder af Nordens Flora (links)

## Verwechslungsgefahr
Echtes Johanniskraut kann leicht mit dem giftigen Jakobskreuzkraut verwechselt werden. Eine weitere Verwechslungsmöglichkeit besteht mit dem harmlosen Wiesenpippau.

## Systematik
Die Erstveröffentlichung von Hypericum perforatum erfolgte durch Carl von Linné.
Je nach Autor gibt es mehrere Varietäten oder Unterarten:
- Schmalblättriges Echtes Johanniskraut (Hypericum perforatum var. angustifolium DC.; Syn.: Hypericum perforatum subsp. angustifolium (DC.) Gaud.): Es hat schmalere Blätter und kleinere Blüten. Diese Varietät enthält praktisch kein Rutin, was für die pharmazeutische Verwertung ungünstig ist. Die eigentlichen Wirkstoffe im Johanniskraut scheinen nur in Kombination mit Rutin ihre Wirksamkeit zu entfalten.[16] Diese Varietät gedeiht in Mitteleuropa besonders in Gesellschaften der Klasse Festuco-Brometea.[9] Sie wird von manchen Autoren zu Hypericum perforatum subsp. veronense gestellt.[17]
- Hypericum perforatum subsp. chinense N.Robson: Sie kommt in China vor.[18]
- Breitblättriges Echtes Johanniskraut (Hypericum perforatum var. latifolium W.D.J.Koch, Syn.: Hypericum perforatum subsp. latifolium (W.D.J.Koch) A.Fröhl.): Es hat breitere Blätter und größere Blüten.
- Kleinblättriges Echtes Johanniskraut (Hypericum perforatum var. microphyllum DC.): Es hat kleinere Blätter und kleinere Blüten. Es wird von manchen Autoren zur Unterart Hypericum perforatum subsp. veronense gestellt.[17]
- Gewöhnliches Echtes Johanniskraut (Hypericum perforatum L. subsp. perforatum): Es gedeiht von Europa bis Sibirien und zur westlichen Türkei.[19] Die ökologischen Zeigerwerte nach Landolt et al. 2010 sind für diese Unterart in der Schweiz: Feuchtezahl F = 3w (mäßig feucht aber mäßig wechselnd), Lichtzahl L = 3 (halbschattig), Reaktionszahl R = 3 (schwach sauer bis neutral), Temperaturzahl T = 4 (kollin), Nährstoffzahl N = 3 (mäßig nährstoffarm bis mäßig nährstoffreich), Kontinentalitätszahl K = 3 (subozeanisch bis subkontinental).[20]
- Veroneser Tüpfel-Hartheu (Hypericum perforatum subsp. veronense (Schrank) A.Fröhl.): Es hat eiförmige, höchstens 1 cm lange Laubblätter und Kelchblätter, die nur 1 mm breit sind. Sein Verbreitungsgebiet umfasst Makaronesien, Mitteleuropa und das Mittelmeergebiet bis zum Sudan und zum westlichen Himalaja. Es gedeiht in Mitteleuropa in Gesellschaften des Verbands Dauco-Melilotion oder der Klasse Sedo-Scleranthetea.[9][17]
- Hypericum perforatum subsp. songaricum (Ledeb. ex Rchb.) N.Robson: Sie kommt von der Ukraine bis ins nordwestliche China vor.[21]

## Inhaltsstoffe

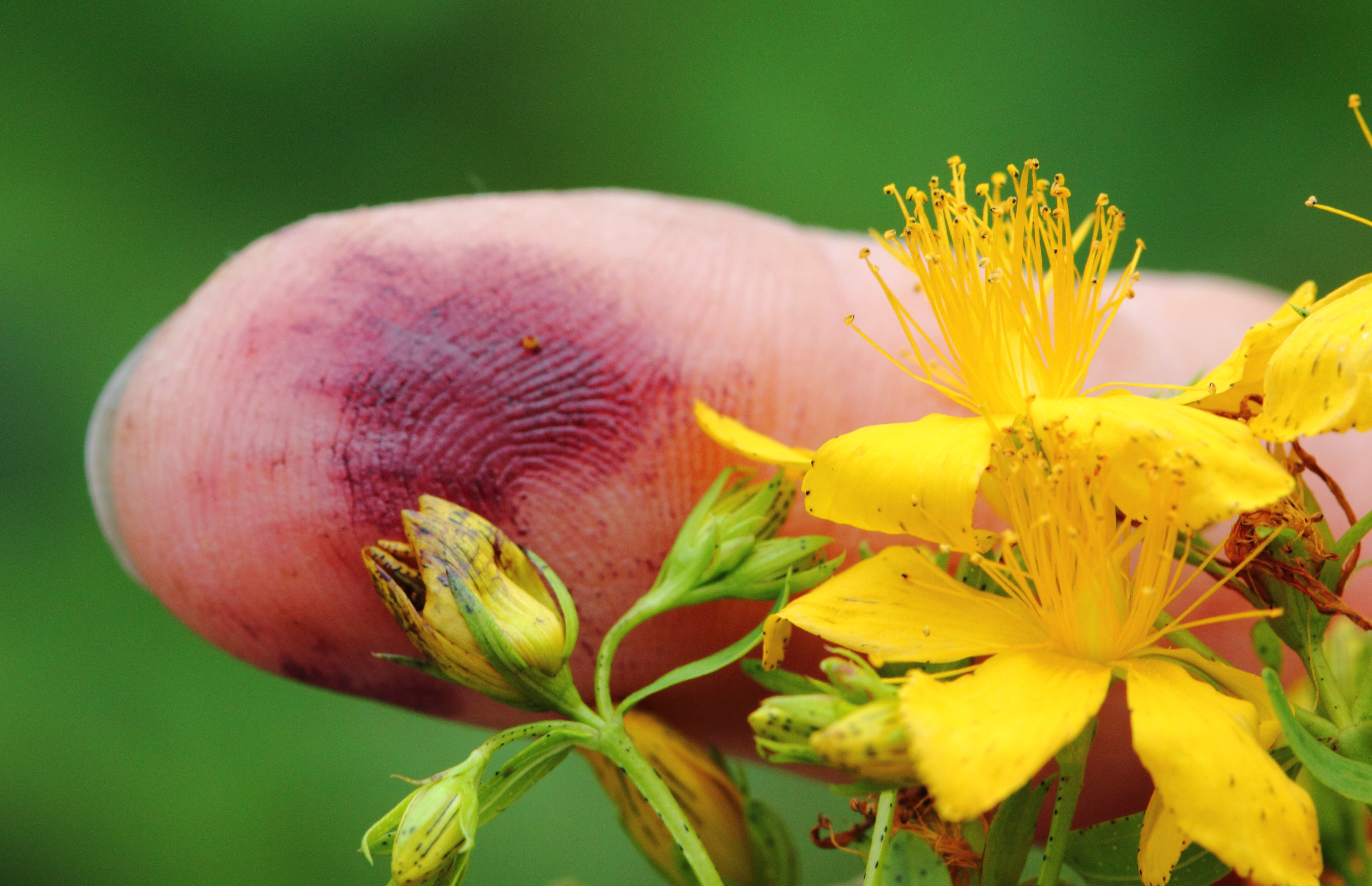
Beim Zerreiben der Knospen tritt Hypericin aus

Inhaltsstoffe des Echten Johanniskrauts sind u. a.:
- Naphthodianthrone (sog. Hypericine) (0,1–0,3 %): Hypericin, Pseudohypericin
- Phloroglucin-Derivate (0,2–0,4 %): Hyperforin, Adhyperforin
- Flavonoide (2–4 %): Quercetin und dessen Glycoside Hyperosid, Rutin, Isoquercitrin, Miquelianin und Quercitrin sowie Biflavone, u. a. I3, II8-Biapigenin, Amentoflavon
- Procyanidine
- Xanthon-Derivate
- Phenolcarbonsäuren: Cryptochlorogensäure
- Ätherisches Öl (geringe Mengen): vorwiegend Sesquiterpene, u. a. Caryophyllen, Spathulenol (bis zu 7,2 % des ätherischen Öls)[23]

Hypericin
Hyperforin
Quercetin und Glycoside des Quercetins

Johanniskraut guter Qualität enthält durchschnittlich 0,1–0,15 % Gesamt-Hypericine (Ph. Eur. 5.0, S. 2485), welche vor allem in den Exkretblättern der Blüten und Knospen lokalisiert sind.
Diese setzen sich aus durchschnittlich 0,2–0,3 % Hypericin, Pseudohypericin und ähnlichen Substanzen zusammen.
Für die Wirksamkeit sind des Weiteren 2–4 % Flavonoide und Biflavone verantwortlich. Bisher ausschließlich in dieser Art nachgewiesen wurden das auch antibiotisch wirksame Hyperforin sowie das Adhyperforin in den Blüten (2 %) und Früchten (4 %).
Nachdem der Hypericingehalt bis 1995 zur Bestimmung der Wirksamkeit der Droge Hyperici herba benutzt wurde, geht man inzwischen davon aus, dass die therapeutische Wirksamkeit durch ein Zusammenwirken mehrerer Wirkstoffe und Wirkmechanismen zusammenkommt, da ein Gesamtextrakt eine deutlich stärkere Hemmung der Monoaminoxidase bewirkt als isoliertes Hypericin. Zur Arzneimittelherstellung werden Hypericingehalte von 0,15 % und hohe Flavonoidgehalte gefordert, zudem müssen Grenzwerte für Cadmium (0,5 mg/kg) und Blei (5,0 mg/kg) unterschritten werden.
Inzwischen gilt Hyperforin als der besser charakterisierte Inhaltsstoff, der die synaptosomalen Aufnahme von Serotonin, Noradrenalin und Dopamin sowie die neuronale Aufnahme der Aminosäuretransmitter GABA und L-Glutamat hemmt.
Auch die im Johanniskraut enthaltenen Stoffe Hyperosid, Isoquercitrin und Biapigenin scheinen antidepressiv zu wirken.
Für Rutin allein gilt dies nicht. Es gibt jedoch Hinweise, dass der Extrakt insgesamt nur wirksam ist, wenn auch Rutin enthalten ist.

## Giftigkeit
Die Pflanzenteile sind leicht giftig. Die getrockneten Blüten des Behaarten Johanniskrauts enthalten bis zu 1,4 % des roten Farbstoffes Hypericin („Johannisblut“). Die Hypericin-Aufnahme führt insbesondere bei nicht pigmentierten (weißen), aber auch an hellen, nicht behaarten Hautstellen dunkler Weidetiere nach der Bestrahlung durch Sonnenlicht zu Hämolyseerscheinungen („Hartheukrankheit“).
Die phototoxischen Napthodianthrone wie das Hypericin wirken systemisch, nicht pigmentierte Hautstellen entwickeln Entzündungen mit Rötungen, Ödemen und Läsionen. Johanniskraut tritt vermehrt auch im Heu auf, es ist hier rötlich braun und führt hier ebenso zu Vergiftungen und muss entfernt werden.

## Nutzung

### Anbau
Aufgrund der Verwendung als Heilpflanze wird das Echte Johanniskraut landwirtschaftlich angebaut. Gleichzeitig gilt es im übrigen landwirtschaftlichen Anbau als „Unkraut“ und Weideunkraut.
Für die Produktion verschiedener Präparate auf Johanniskrautbasis werden Kultursorten des Johanniskrauts unter Feldbedingungen angebaut.
Bei der Züchtung geeigneter Sorten spielt die Anfälligkeit gegenüber der Pilzkrankheit Rotwelke eine wesentliche Rolle. Es stehen mehrere Sorten zur Verfügung (Stand: 26. April 2004): Anthos, Hyperixtrakt, Motiv, Uperikon, Hyperimed, Hyperiflor, Vitan, Hyperipharm und Hyperisol.
Die Aussaat erfolgt im Frühjahr oder Herbst, auch eine Pflanzung „vorgezogener Setzlinge“ im Frühjahr ist möglich. Gedüngt wird nur wenig, vor allem hohe Stickstoffgaben senken den Hypericingehalt in der Droge. Unkraut muss per Striegel sowie mit Maschinen- und Handhacke reguliert werden, gegen die Rotwelke darf nach der Ernte ein Fungizid eingesetzt werden.
Die Kultur erfolgt über zwei bis drei Jahre, geerntet wird ein bis zweimal jährlich. Dabei werden die Knospen, Blüten und Zweigspitzen zur Blütezeit geerntet. Für Frischware wird das Kraut von Hand oder mit einer Pflückmaschine geerntet. Zur Trocknung vorgesehenes Gut wird mit Spezialmaschinen oder umgebauten herkömmlichen Erntemaschinen (Mähdrescher, Feldhäcksler) eingebracht. Die Krauterträge schwanken stark und liegen zwischen 4 und 26 t Frischmasse pro Hektar.
Den Pflanzen wird unmittelbar nach der Ernte bei 40–60 °C auf Satz-, Horden- oder Bandtrocknern das Wasser bis auf 10 % Restfeuchte entzogen.
Je nach Umweltbedingungen, zum Beispiel unterschiedlich starker Bestrahlung mit Ultraviolett (UV-B), verändert sich der Gehalt bioaktiver Inhaltsstoffe.

### Krankheiten
- Rotwelke (Erreger: Colletotrichum gloeosporioides)

#### Schädlinge
- der Blattkäfer Chrysolina hyperici
- Schattenwickler (Cnephasia)
- Blattwespenlarven (Tenthredinidae)

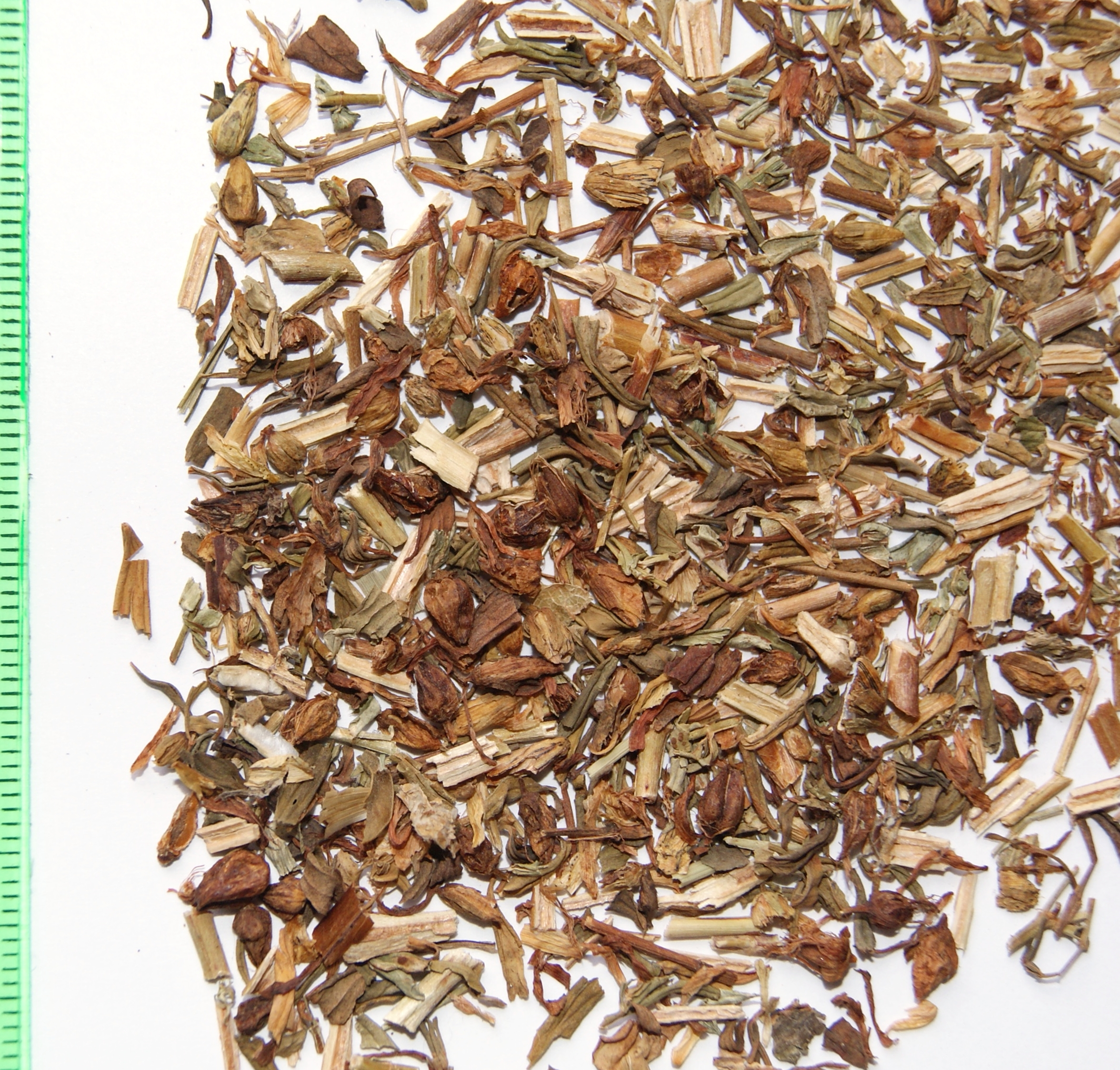
Echtes Johanniskraut in Form der Krautdroge (Hyperici herba)
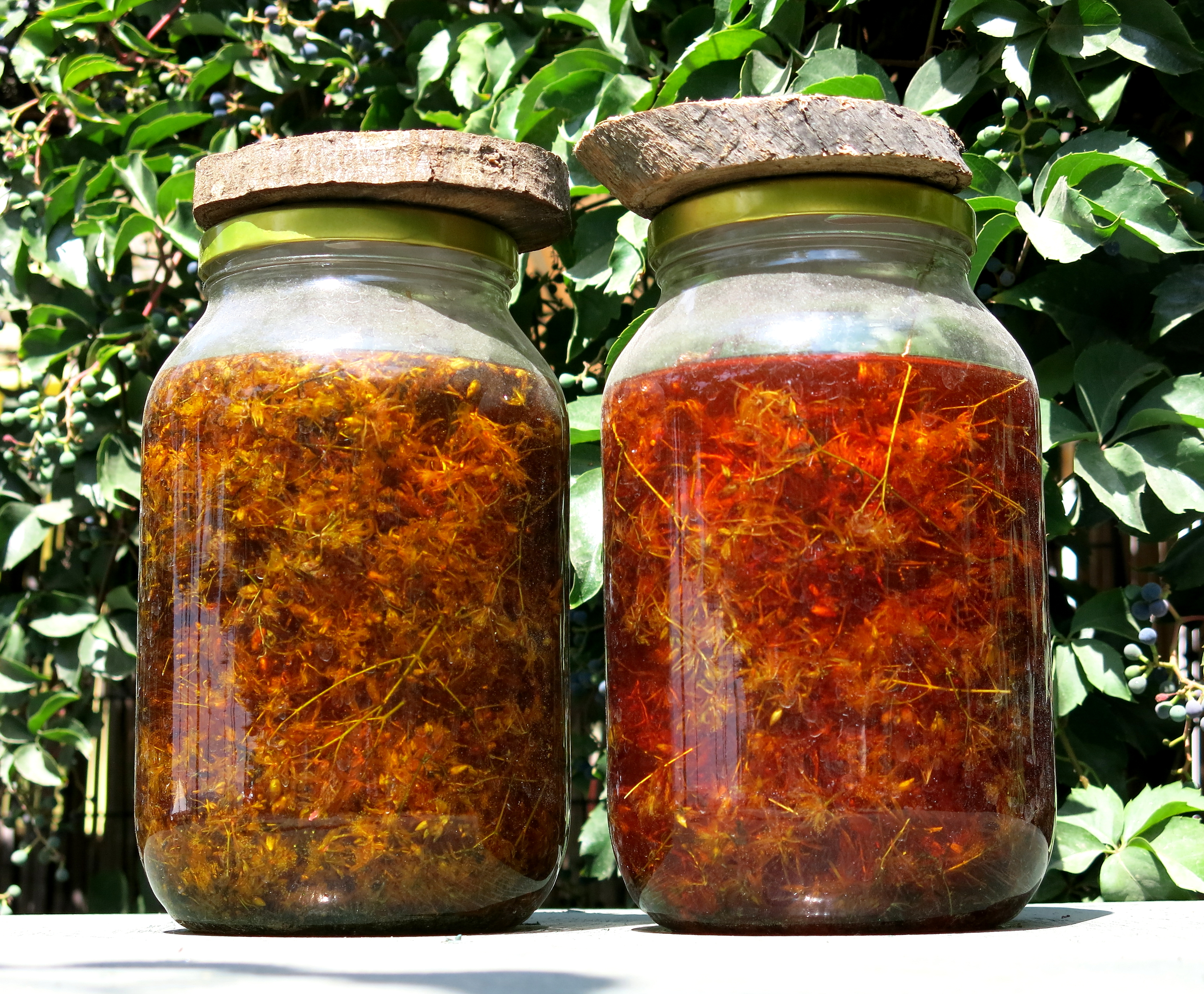
Eingelegte Blütenstände in Olivenöl, im rechten Glas mit dunklerer Farbe, da längere Reifezeit (auf Thassos, Griechenland).
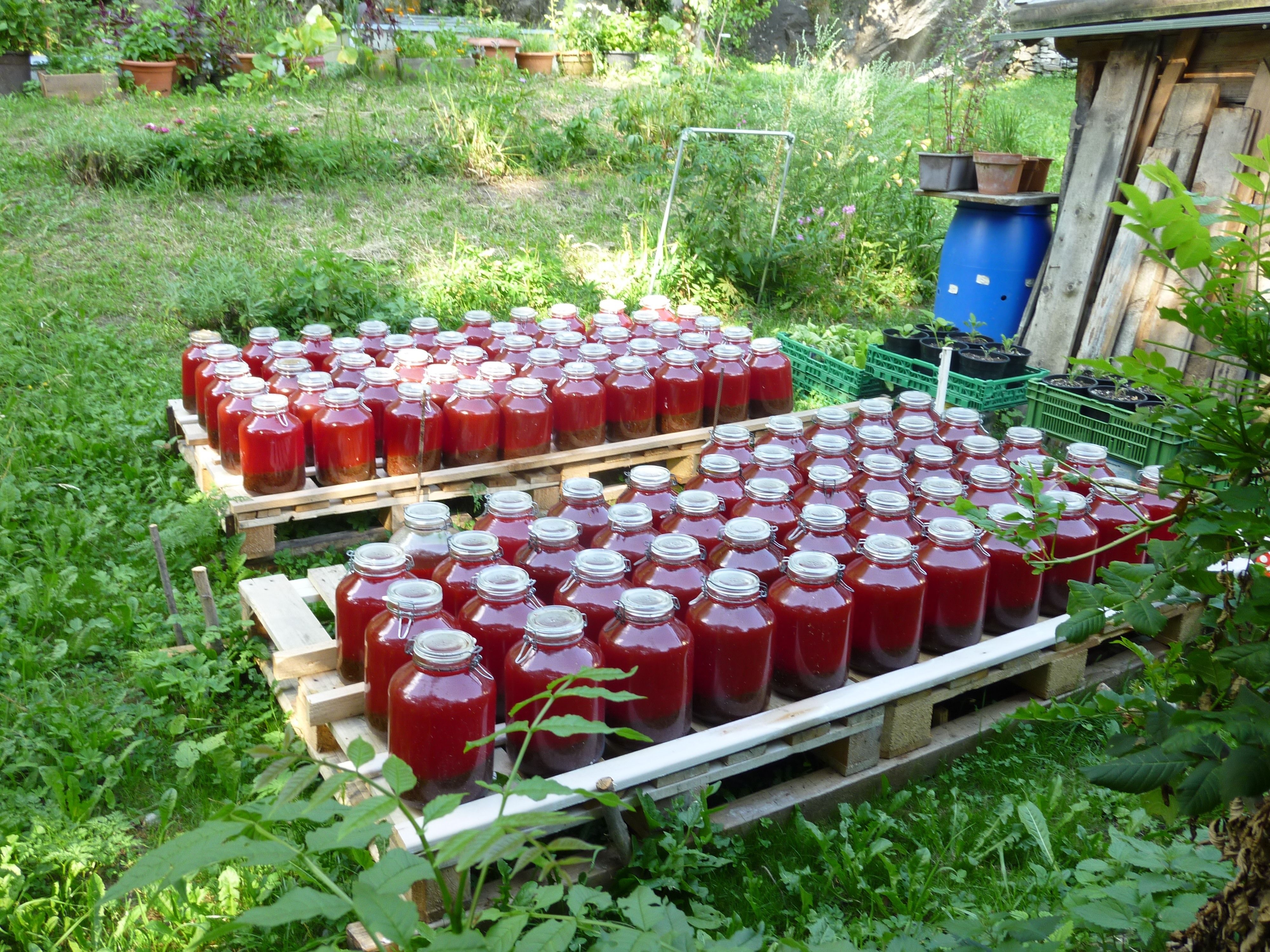
Gewinnung von Rotöl in Soglio, Graubünden

### Verwendung in Lebensmitteln
Johanniskraut-Zubereitungen sind auch vereinzelt in Nahrungsergänzungsmitteln zu finden, dort meist als Johanniskrautöl („Rotöl“), dem allerdings innerliche arzneiliche Wirkungen vom Anbieter nicht zugeschrieben werden dürfen.

### Verwendung in der Volksmedizin
Volksmedizinisch wird Johanniskraut als Tee und Tinktur auch bei Menstruationsbeschwerden und pubertätsbedingten Verstimmungen verwendet.
Das Johanniskrautöl („Rotöl, Johannisöl“, früher auch Sant Johans öl; Oleum Hyperici) wird als Einreibemittel bei Hexenschuss, Gicht, Rheuma, zur Schmerzlinderung nach Verrenkungen und Verstauchungen, zur Wundheilung (Johanniskraut wirkt entzündungshemmend), bei Blutergüssen und Gürtelrose verwendet, kann aber auch innerlich angewandt werden.
Auch sollen Sonnenbrand und Verbrennungen gelindert werden.
Das Johanniskrautöl gilt als nicht reizendes, „kaltes Öl“. Man gewinnt es, indem man Johanniskrautblüten zwei Monate lang in kaltgepresstes Oliven- oder Sonnenblumenöl einlegt, gelegentlich kräftig schüttelt und in der Sonne stehen lässt. Diesen Vorgang nennt man Mazeration.
Mit einem Ansatzschnaps aus Blüten und Kraut werden Einschlafstörungen und innere Unruhe behandelt.

### Medizinische Anwendung
Bereits in der Antike wurde Johanniskraut als Heilpflanze verwendet. Neben dem Echten Johanniskraut (Hypericum perforatum) kamen (als „Sant Johans Kraut“ und ähnlich benannt) bis in die Neuzeit auch Blut-Johanniskraut (Hypericum androsaemum) und Quirlblättriges Johanniskraut (Hypericum coris) sowie Arnika zum Einsatz.
Heute wird Hypericum perforatum als pflanzliches Arzneimittel zur Behandlung von leichten bis mittelstarken depressiven Verstimmungen oder nervöser Unruhe und als Beruhigungsmittel eingesetzt. Äußerlich werden ölige Zubereitungen unter anderem zur Wundbehandlung angewendet.
Die Pflanze wurde im Herbst 2014 von Wissenschaftlern der Universität Würzburg („Studienkreis Entwicklungsgeschichte der Arzneipflanzenkunde“) mit Verweis auf das große medizinische Potenzial zur „Arzneipflanze des Jahres 2015“ gewählt.

### Behandlung leichter und moderater Depression
Echtes Johanniskraut ist eines der in Europa am häufigsten als Beruhigungsmittel und Antidepressivum eingesetzten Phytopharmaka.
Die Wirksamkeit ist besser belegt als bei anderen pflanzlichen Präparaten mit vergleichbarem Anwendungsgebiet, wie etwa Lavendelöl und Passionsblumenextrakt.
Im Allgemeinen sind weniger Nebenwirkungen zu erwarten als bei synthetischen Standard-Antidepressiva.

#### Wirksamkeit bei der Behandlung der Depression
Die pharmakologische Wirksamkeit von Johanniskraut in der Therapie der Depression ist umstritten. Es gibt sowohl klinische Studien, die eine Wirksamkeit feststellten, als auch solche, die keine Überlegenheit gegenüber Placebo zeigen.
Insbesondere bei leichten Depressionen konnte eine Dosis-Wirkungsbeziehung experimentell nachgewiesen werden.
Klinische Leitlinien aus Deutschland, Kanada, den USA und Großbritannien sehen die Wirkung von Johanniskraut allgemein am ehesten bei milder oder mittelgradiger Depression nachgewiesen.
Die Deutsche Gesellschaft für Psychiatrie und Psychotherapie, Psychosomatik und Nervenheilkunde (DGPPN) führt gemeinsam mit anderen Organisationen und Fachgesellschaften (BÄK, KBV, AWMF) Johanniskraut in der S3-Leitlinie – Nationale Versorgungsleitlinie Unipolare Depression aus dem Jahr 2015 als Möglichkeit eines ersten Therapieversuchs bei einer leichten bis mittelgradigen depressiven Episode an. Da nicht genau bekannt ist, welche Inhaltsstoffe in welcher Dosierung und über welchen Mechanismus für die antidepressive Wirkung von Johanniskraut verantwortlich sind, empfiehlt die Leitlinie solche Präparate einzusetzen, deren klinische Wirksamkeit in eigenen Studien gezeigt wurde. Der Einsatz von Johanniskraut bei leichter bis mittelgradiger Depression hat in der Leitlinie den Empfehlungsgrad 0 („Kann“-Empfehlung: „Berichte von Expertenkreisen oder Expertenmeinung und/oder klinische Erfahrung anerkannter Autoritäten (Evidenzkategorie IV) oder Extrapolation von Evidenzebene IIa, IIb oder III). Diese Einstufung zeigt an, dass direkt anwendbare klinische Studien von guter Qualität nicht vorhanden oder nicht verfügbar waren.“)
Auch das Institut für Qualität und Wirtschaftlichkeit im Gesundheitswesen ging 2009 davon aus, dass Johanniskraut einen Effekt bei leichten Depressionen hat. Generell gab es jedoch eine deutliche Abhängigkeit von der Studienqualität: Je schlechter die Qualität der Studie, desto größer stellt sich das Ausmaß der aufgezeigten Effekte dar und umgekehrt. Bei Betrachtung allein derjenigen Studien mit der besten methodischen Qualität zeigt Johanniskraut nur einen sehr geringen Effekt. Das Institut geht davon aus, dass Johanniskraut bei schweren Depressionen nicht hilft, denn es erwies sich bei schwerer Depression in keiner Studie dem Placebo überlegen.
Eine Cochrane-Review aus dem Jahr 2008 wertete 29 Studien mit zusammen mehr als 5000 Patienten aus, bei denen nach DSM- oder ICD-10-Kriterien eine Depression (major depressive disorder) vorlag. Die Autoren sehen in den Studien Evidenz, welche nahelegt, dass die Wirksamkeit der Johanniskrautextrakte in den Studien gegenüber Placebo überlegen ist und vergleichbar mit synthetischen Antidepressiva bei besserer Verträglichkeit und geringeren Abbruchraten sei. Da die in den Studien festgestellte Wirksamkeit auch von dem Land, aus dem die Studie stamme, und ihrer Präzision abhänge, könne nicht ausgeschlossen werden, dass einige kleinere Studien aus deutschsprachigen Ländern mängelbehaftet seien und zu optimistische Resultate berichteten.
Eine erneute Metaanalyse aus dem Jahr 2016, die im Vergleich zum 2008 veröffentlichten Cochrane-Review auch einige neuere Studien miteinbezieht, kommt zu einem ähnlichen Fazit.
In den betrachteten Studien wurde überwiegend ein standardisiertes Johanniskraut-Extrakt mit 0,3 Prozent Hypericin und 1 bis 4 Prozent Hyperforin verwendet.
Etwa die Hälfte der Studien wurde in Deutschland durchgeführt. Die deutschen Studien ergaben tendenziell eine bessere Wirksamkeit der Präparate.
Die meisten Studien liefen über nur vier bis acht Wochen und verwendeten eine tägliche Dosis von 500 bis 1200 mg Johanniskraut.
Die bisherigen Studien liefern nicht genügend Daten, um unterschiedliche Johanniskraut-Extrakte miteinander vergleichen zu können oder die optimale Dosis zu ermitteln.
Die Stiftung Warentest empfiehlt die Verwendung von apothekenpflichtigen Mitteln, da diese Trockenextrakte mit nachgewiesener Wirksamkeit enthalten, und eine Dosierung von 900 mg täglich.
Frei verkäufliche Mittel enthalten meist die zu Saft gepresste Pflanze oder das getrocknete Kraut als Tee oder zu Pulver gemahlen, wobei Dosierung und Wirksamkeit nicht zuverlässig abgeschätzt werden können.
Die Wirksamkeit als Beruhigungsmittel sei nicht nachgewiesen. Baldrianhaltige Mittel seien darum vorzuziehen.

#### Wirkungsmechanismen und Wirklatenz
Als Hauptwirkstoff des Johanniskrauts gilt Hyperforin.
Standardisierter Johanniskrautextrakt erhöht durch eine Wiederaufnahmehemmung der Neurotransmitter Serotonin und Noradrenalin deren Konzentration an den Synapsen. Ebenfalls steigt auch die Konzentration von Gamma-Aminobuttersäure (GABA), Dopamin und L-Glutamat an, was in dieser Form kein Antidepressivum vermag.
In der Folge vermindert sich die Anzahl der (noradrenergen) β-Rezeptoren.
Außerdem bewirkt der Extrakt eine Herunterregulation der 5-HT2-Rezeptoren.
Die Wirkung der Johanniskraut-Präparate soll auf die chemisch definierten Substanzen Hyperforin und das früher als wirksamkeitsbestimmender Inhaltsstoff angesehene Hypericin zurückzuführen sein. Diese bewirken eine geringe bis mittelstarke cerebrale Wiederaufnahmehemmung von Serotonin, Noradrenalin und Dopamin; dies sind bekannte Wirkmechanismen synthetischer Antidepressiva. Das Verhältnis der Wiederaufnahmehemmung beträgt in tierexperimentellen Untersuchungen Serotonin:Dopamin:Noradrenalin:GABA:Glutamat = 2:1:5:1:11. Eine MAO-Hemmung wurde immer wieder behauptet, konnte aber nie nachgewiesen werden. Andere Rezeptoren werden nicht beeinflusst.
Wie synthetische Antidepressiva zeigen auch Johanniskraut-Arzneimittel eine gewisse Wirklatenz. In der Regel tritt erst nach innerhalb von vier Wochen eine Verbesserung der depressiven Symptome ein.
Die Absorption von Hypericin beginnt erst etwa zwei Stunden nach Anwendung.
Die Eliminationshalbwertszeit von Hypericin liegt bei rund 20 Stunden und die mittlere Verweildauer bei etwa 30 Stunden. Nach drei bis vier Stunden wird die maximalen Hyperforin-Konzentrationen erreicht, eine Akkumulation scheint nicht aufzutreten. Hyperforin und auch das Flavonoid Miquelianin überwinden die Blut-Hirn-Schranke. Toxische Effekte wurden nicht beobachtet.
Eine Studie über die Wirkung der kombinierten Einnahme mit Extrakt der Passionsblume (Passiflora incarnata) kam zu dem Ergebnis, dass die Wiederaufnahmehemmung für Serotonin gesteigert wurde. Beträgt die Hemmung bei Echtem Johanniskraut alleine 60 %, so bringt die Kombination mit Passionsblumenextrakt die Wirksamkeit in den Bereich des zum Vergleich herangezogenen Fluvoxamins, bei dem die Hemmung 90 % beträgt.
Eine Erhöhung der Dosierung verringert die Wirksamkeit allerdings wieder.
Aufgrund der Wechsel- bzw. Nebenwirkungen des im Johanniskraut enthaltenen Hyperforins wäre es wünschenswert, die Dosierung des Johanniskrautextrakts durch die gleichzeitige Einnahme von Passionsblumenextrakt senken zu können.
Die Qualität der Studie wird trotz gewisser Unklarheiten als akzeptabel bis gut bewertet.

Auch Kombinationspräparate von Johanniskraut, Passionsblume und Baldrian werden angeboten.

#### Nebenwirkungen
Johanniskraut-Arzneimittel sind im Allgemeinen gut verträglich, unerwünschte Nebenwirkungen sind gering oder treten selten auf.
In Einzelfällen wird von manischen Episoden berichtet, die von Johanniskraut induziert wurden. Außerdem kann Johanniskraut geringe Magen-Darm-Beschwerden, Kopfschmerzen, Erregung und Müdigkeit und eine phototoxische Reaktion der Haut (Sonnenbrandneigung) hervorrufen, da Hypericin die Empfindlichkeit gegenüber UV-Licht erhöht (Photosensibilitätsreaktion).
In hoher Dosierung wirkt es u. U. stark phototoxisch. Die Phototoxizität wird jedoch erst bei einer Überdosierung um die 20-fache der empfohlenen Tagesdosis von 900 bis 1500 mg erwartet. Hellhäutige Menschen, die Johanniskraut regelmäßig einnehmen und sich in Solarien oder auf Urlaubsreisen bräunen wollen, sollten ein Absetzen des Johanniskrautpräparates 14 Tage vor der ersten Licht- bzw. Sonneneinstrahlung erwägen. Bei bekannter Lichtempfindlichkeit ist Johanniskraut zu meiden. Selten kann es zu allergischen Hautreaktionen kommen.
Auch Rinder und Pferde, die zu viel Johanniskraut fressen, zeigen die genannten Symptome.
Bei sehr hohen Dosierungen kann es zu leichten Formen eines Serotonin-Syndroms kommen. Symptome sind unter anderem Schwindel, Grippegefühl, Bewusstseinseintrübung, unwillkürliche Muskelzuckungen und Angstzustände. Die Überdosierungssymptome können mit den depressiven Symptomen verwechselt werden und zu einer weiteren Erhöhung der Dosis verleiten.

#### Wechselwirkungen
Ende der 1990er Jahre wurde festgestellt, dass Johanniskraut zu einem verstärkten Abbau von manchen anderen Wirkstoffen führt. Deshalb wurde das zuvor frei erhältliche Johanniskraut 2003 der Apothekenpflicht unterstellt. Ausgenommen von der Apothekenpflicht sind Zubereitungen, die in einer Tagesdosis bis zu 1000 mg Drogenäquivalent und bis zu 1 mg Hyperforin enthalten, Tee und zur äußeren Anwendung bestimmter Frischpflanzensaft oder ölige Zubereitungen (Rotöl). Aufgrund der Wechselwirkungen wurde Johanniskraut in der Republik Irland schon vor einigen Jahren der Verschreibungspflicht unterworfen. Seit April 2009 unterliegen in Deutschland Johanniskrautpräparate mit der Indikation „mittelschwere Depression“ der Verschreibungspflicht.
Johanniskraut steigert die Produktion der Abbauenzyme Cytochrom P450 3A4 und Cytochrom P450 1A2 in der Leber. Hierdurch steigt die Abbaurate einer Vielzahl von Wirkstoffen an und sie können ihre Wirkung verlieren.

Cytochrom P450, Subtyp 3A4 verstoffwechselt u. a. Hormone. So kann Johanniskraut die Wirkung der Anti-Baby-Pille und anderer hormoneller Verhütungsmittel beeinträchtigen.
Johanniskraut-Trockenextrakt steigert die Enzym-Aktivität von P-Glykoprotein, CYP3A4, CYP2C9 und CYP2C19 über das PXR-Transkriptionsfaktor-System. Ciclosporin, Tacrolimus, Amprenavir, Indinavir und andere Protease-Inhibitoren, Irinotecan und Warfarin dürfen darum nicht zugleich mit Johanniskraut eingenommen werden.
Auch die Verstoffwechselung von Wirkstoffen wie Amitriptylin, Fexofenadin, Benzodiazepine, Methadon, Simvastatin, Digoxin oder Finasterid wird bei paralleler Einnahme durch Johanniskraut-Zubereitungen beeinflusst.
Ebenfalls kann es zum Wechselwirkungen mit Anästhetika kommen.
In der Regel normalisiert sich das Enzym-Niveau im Körper innerhalb von einer Woche nach dem Aussetzen der Einnahme.
Es bestehen auch Wechselwirkungen mit bestimmten AIDS-Medikamenten (HIV-Proteaseinhibitoren), Antibiotika wie Clarithromycin und einigen Antidepressiva. Die HIV-Proteasehemmer und das Antibiotikum können ihre Wirkung ganz oder teilweise verlieren, was bei den zugrunde liegenden ernsten Erkrankungen schwerwiegende Folgen haben kann.
Auch Immunsuppressiva, die zum Beispiel nach Transplantationen gegen die Abstoßungsreaktion des Körpers gegeben werden, werden abgeschwächt.
Es sind Todesfälle bei Johanniskrauteinnahme mit gleichzeitiger Immunsuppression beschrieben worden. Johanniskraut senkte in einer schwedischen Studie bei einer Gabe von 600 mg pro Tag mit einem (vergleichsweise hohen) Hyperforin-Gehalt von 4 % nach 14 Tagen die Plasmahöchstkonzentration, die Area under the curve und die Halbwertszeit von Finasterid um etwa 50 %.
Eine Abschwächung der Wirkung oder Wirkungsaufhebung tritt auch bei den trizyklischen Antidepressiva Amitriptylin sowie Nortriptylin, Herzglykoside, Antikoagulantien (Phenprocoumon), Methadon, Buprenorphin, Antiepileptika (z. B. Carbamazepin, Valproinsäure), Benzodiazepine (z. B. Diazepam, Alprazolam, Lorazepam) und benzodiazepinähnliche Substanzen (z. B. Zolpidem und Zopiclon) sowie etlichen andere Wirkstoffgruppen auf.
Die enthaltenen Napthodianthrone wie Hypericin und Pseudohypericin sowie Phloroglucinderivate wie Hyperforin und Flavonoide bewirken eine Hemmung der synaptosomalen Wiederaufnahme der Neurotransmitter Noradrenalin, Serotonin und Dopamin.

Bei gemeinsamer Einnahme mit Antidepressiva wie Buspiron, Triptanen sowie Serotonin-Wiederaufnahmehemmern wie Fluoxetin, Paroxetin, Citalopram, Sertralin oder Nefazodon besteht die Möglichkeit einer Verstärkung serotoninerg bedingter Wirkungen und Nebenwirkungen (Übelkeit, Durchfall, Blutdruckschwankungen, Erregung) bis hin zur Auslösung des lebensgefährlichen Serotonin-Syndroms (starke Blutdruckschwankungen, Fieber, Bewusstseinseintrübung, Verwirrtheit, Krämpfe). Andererseits können einige der Serotonin-Wiederaufnahmehemmer durch die Beschleunigung ihres Abbaus auch in ihrer Wirkung abgeschwächt werden. Bei Einnahme solcher Kombinationen ist die Wirkung schlecht vorhersehbar.

#### Einsatz in Schwangerschaft und Stillzeit
Beim Einsatz in Schwangerschaft und Stillzeit ist Vorsicht geboten. Johanniskraut wurde in der Volksmedizin als Abtreibungsmittel genutzt.

## Geschichte
Von der Gattung Johanniskraut gibt es viele verschiedene Arten. Welche davon in der antiken und mittelalterlichen Literatur konkret gemeint ist, lässt sich nicht mit Sicherheit belegen. Manchmal wurden damals unter einer Bezeichnung auch mehrere der heutzutage beschriebenen Arten gefasst. Oft wurde Johanniskraut von Autoren des Mittelalters und der frühen Neuzeit unter dem Namen Hartheu beschrieben. Die Forschergruppe Klostermedizin argumentiert, dass erst bei Adam Lonitzer (1546) eine Differenzierung von Hartheu erfolgte, wobei er den Namen St. Johannskraut mit Hypericum perforatum gleichsetzte. Daraus wird geschlossen, dass die Pflanze Hartheu bei Hildegard von Bingen (12. Jahrhundert) oder Leonhart Fuchs (1543) eine andere der Hypericum-Arten meint.
Unter den Namen hyperikon, androsaimon (Männerblut), koris und ascyron beschreibt Dioskurides offenbar vier verschiedene Arten von Hypericum. Eine Zuordnung einer dieser Arten zu Hypericum perforatum war laut Marzell nicht möglich.
Als Indikationen gibt Dioskurides in seiner Materia medica (1. Jhd.) Ischias an, wie auch Linderung von Brandwunden.
Während bei mittelalterlichen und antiken Autoren vor allem die Wirkung bei Brandwunden, der Wundbehandlung allgemein, Gicht und rheumatischen Beschwerden im Fokus stand, bildet das Lorscher Arzneibuch aus dem frühen Mittelalter (795) eine überraschende Ausnahme. Dies älteste erhaltene Buch der Klostermedizin empfiehlt Johanniskraut bei Melancholie, was im heutigen Sprachgebrauch mit Depression und Trübsinn gleichgesetzt werden kann und auch im 21. Jahrhundert als Einsatzgebiet anerkannt wird.
Konrad von Megenberg (14. Jhd.) beschreibt in seinem Buch Buch der Natur unter Kunigskron (Königskrone) ein Johanniskraut, bei dem er leber- und nierenreinigende Wirkung angibt sowie eine herzstärkende Indikation. Er gibt an, dass das Kraut auch St. Johannskraut genannt wird. Dieser Beitrag ist eine fast wörtliche Übersetzung von Albertus Magnus Text zur Königskrone, etwa 100 Jahre früher, in seinem Werk De vegetabilibus et plantis libri VII (6, 213). Marzell vermutet, dass beide Autoren die gleichen Quellen benutzten.

### Historische Abbildungen

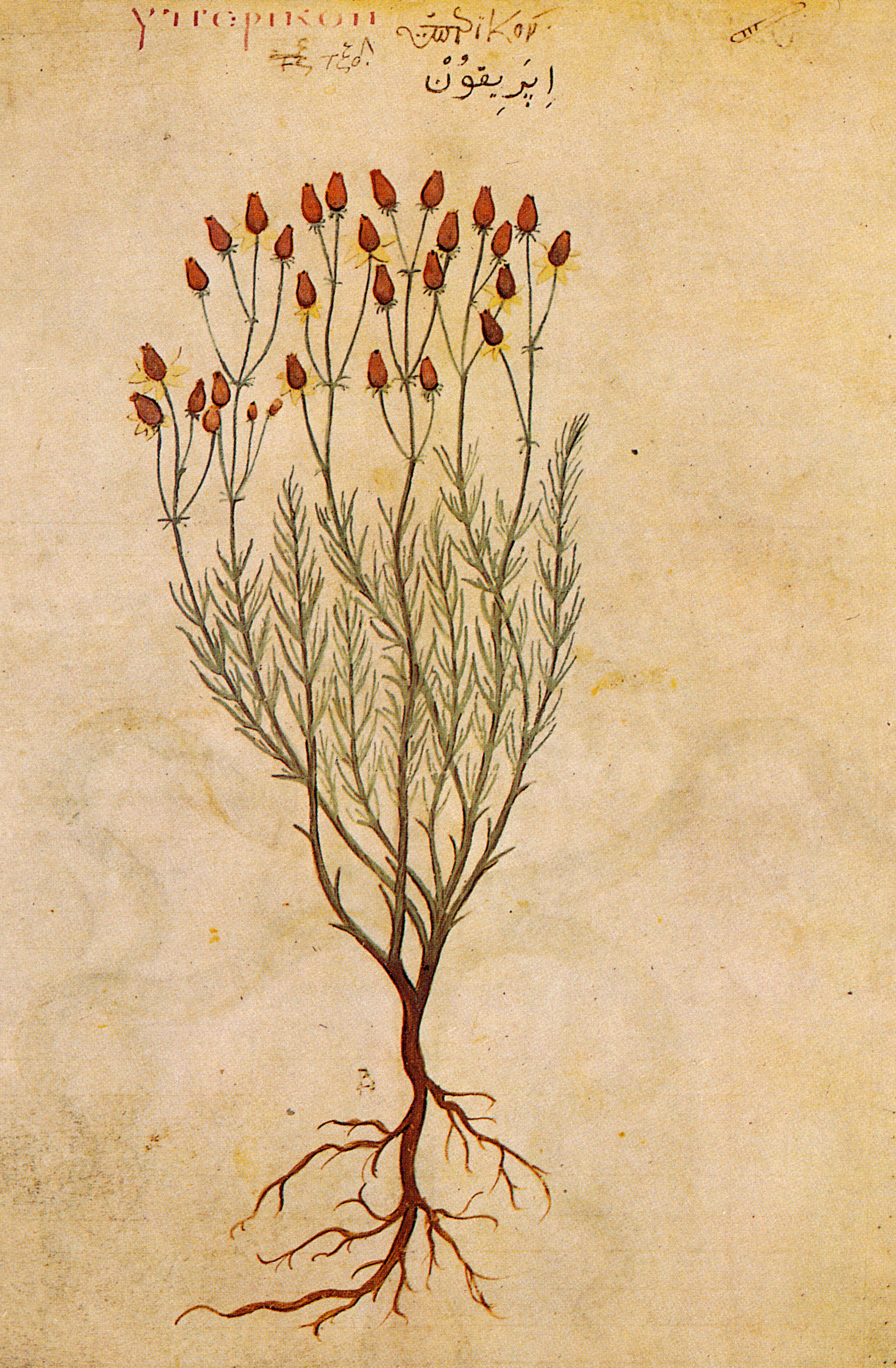
Wiener Dioskurides 6. Jahrhundert
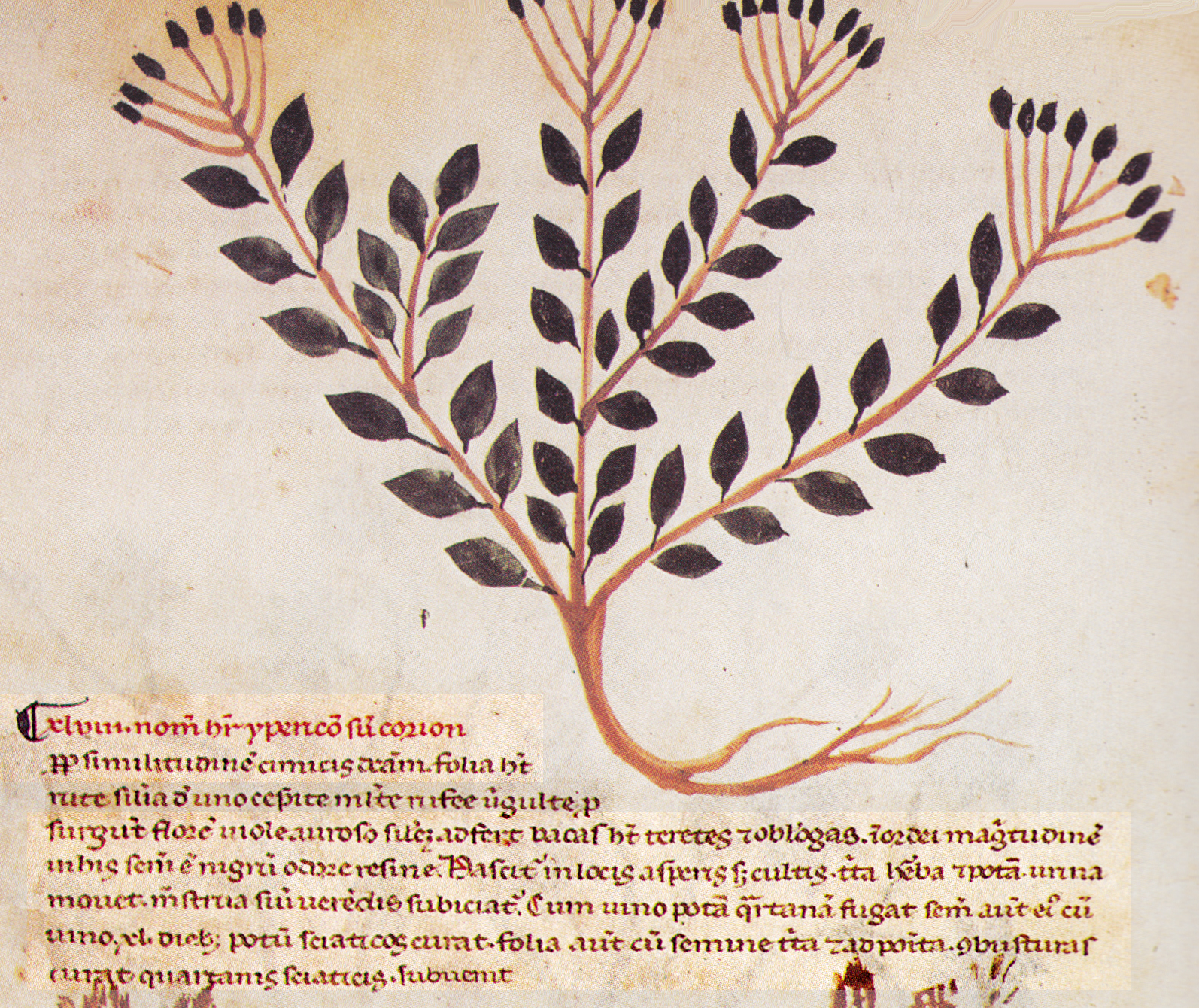
Pseudo-Dioskurides de herbis femininis Manuskript 14. Jh.
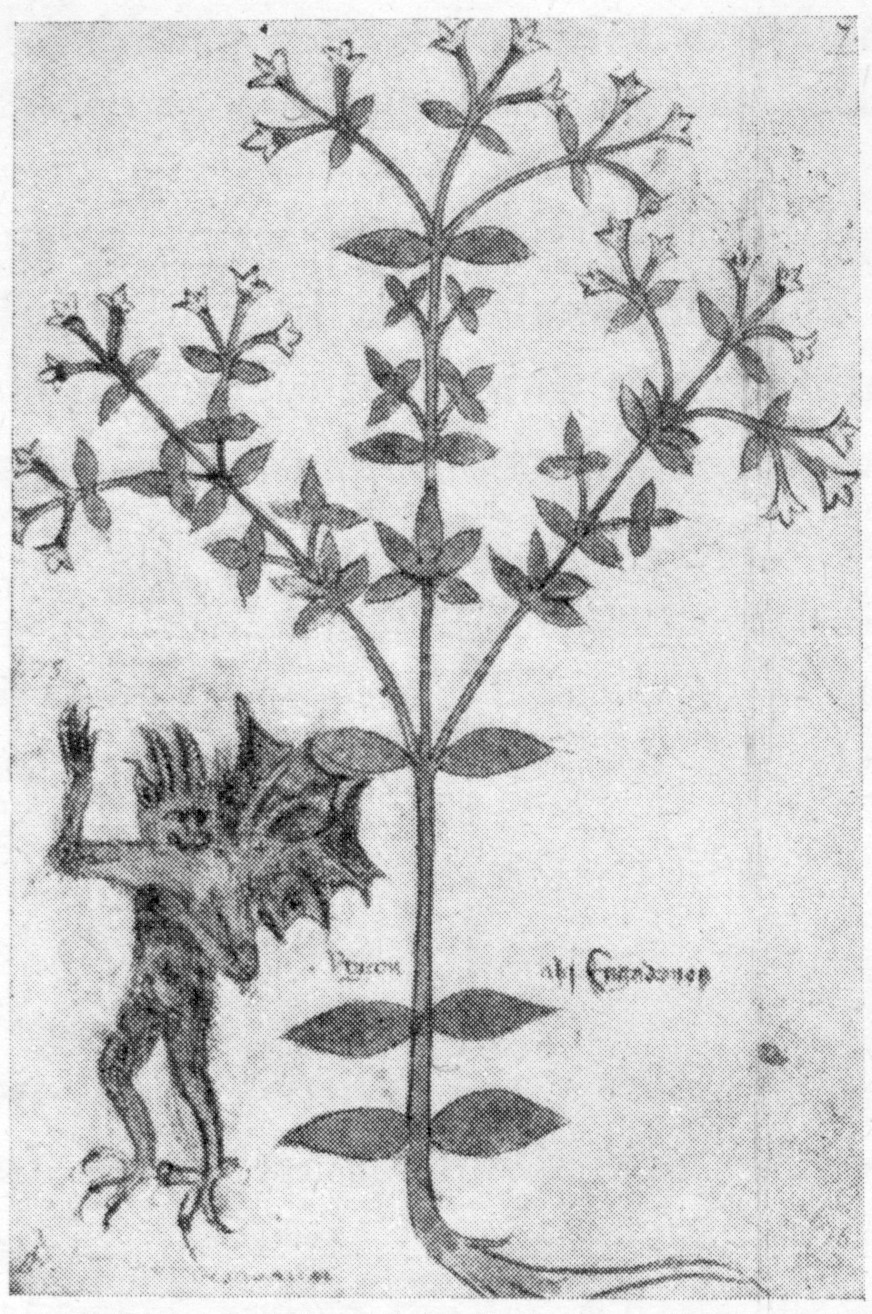
Pavia MS Aldini 211, 14. Jahrhundert
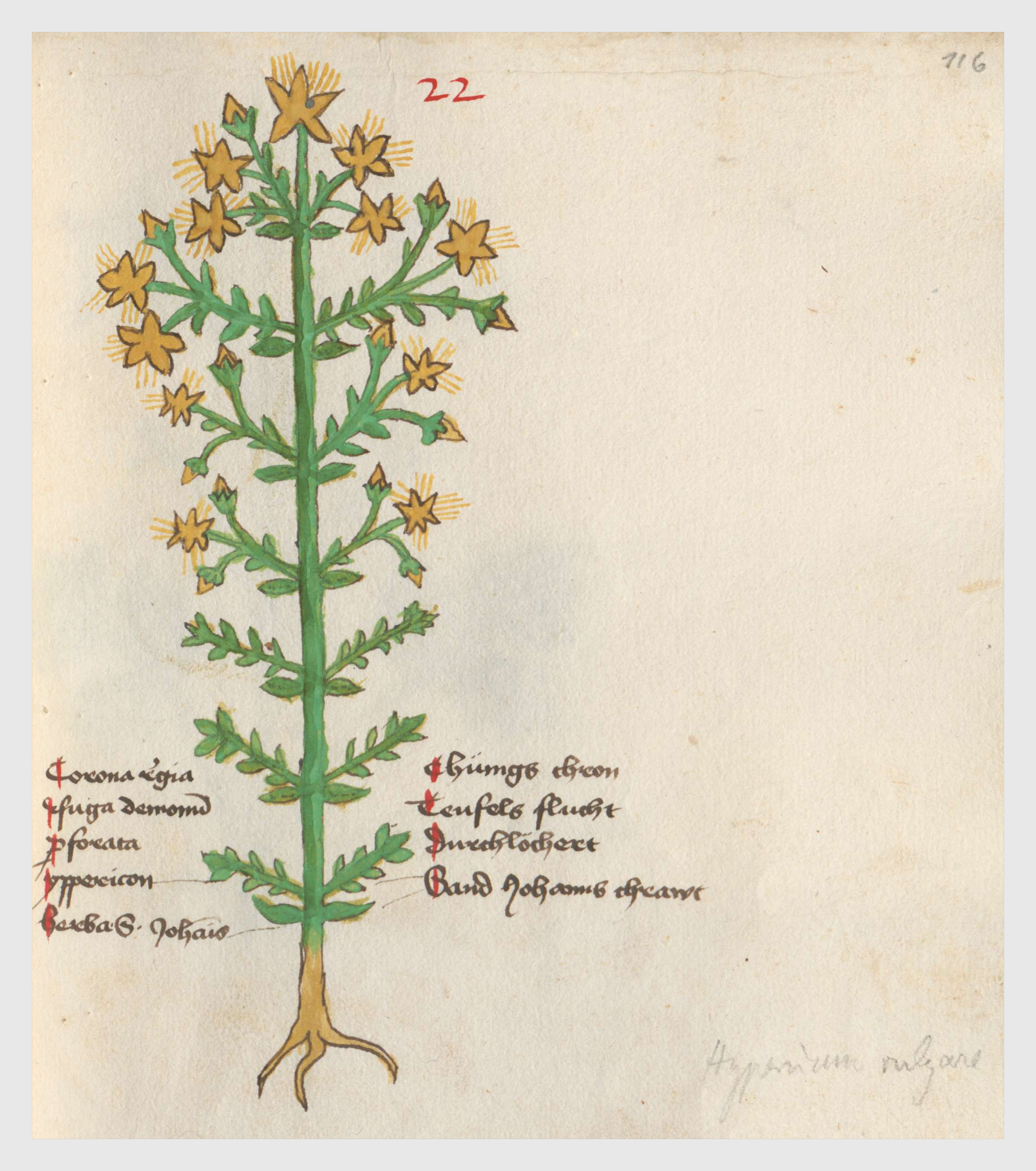
Vitus Auslasser 1479
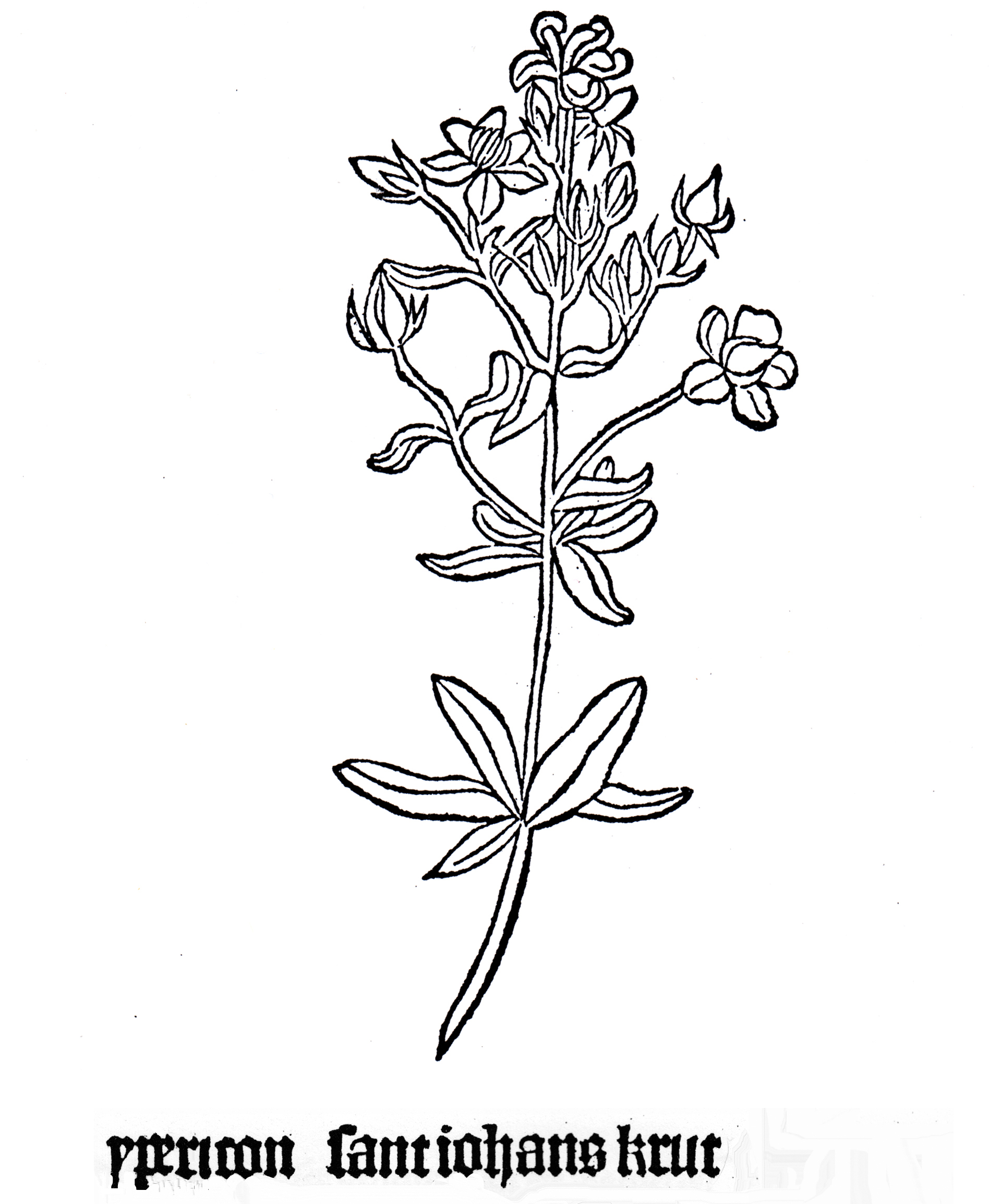
Gart der Gesundheit 1485
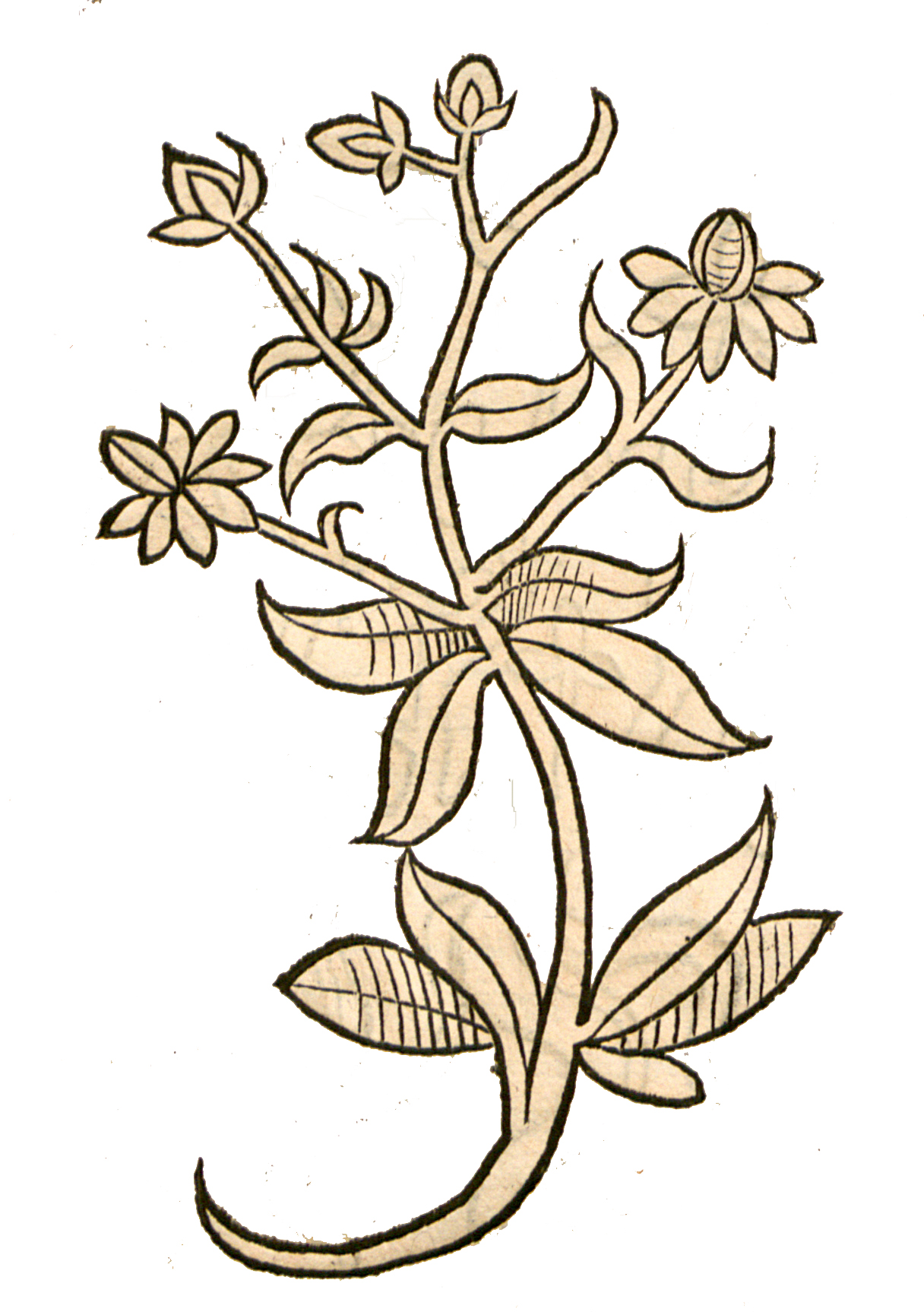
Hortus sanitatis 1491
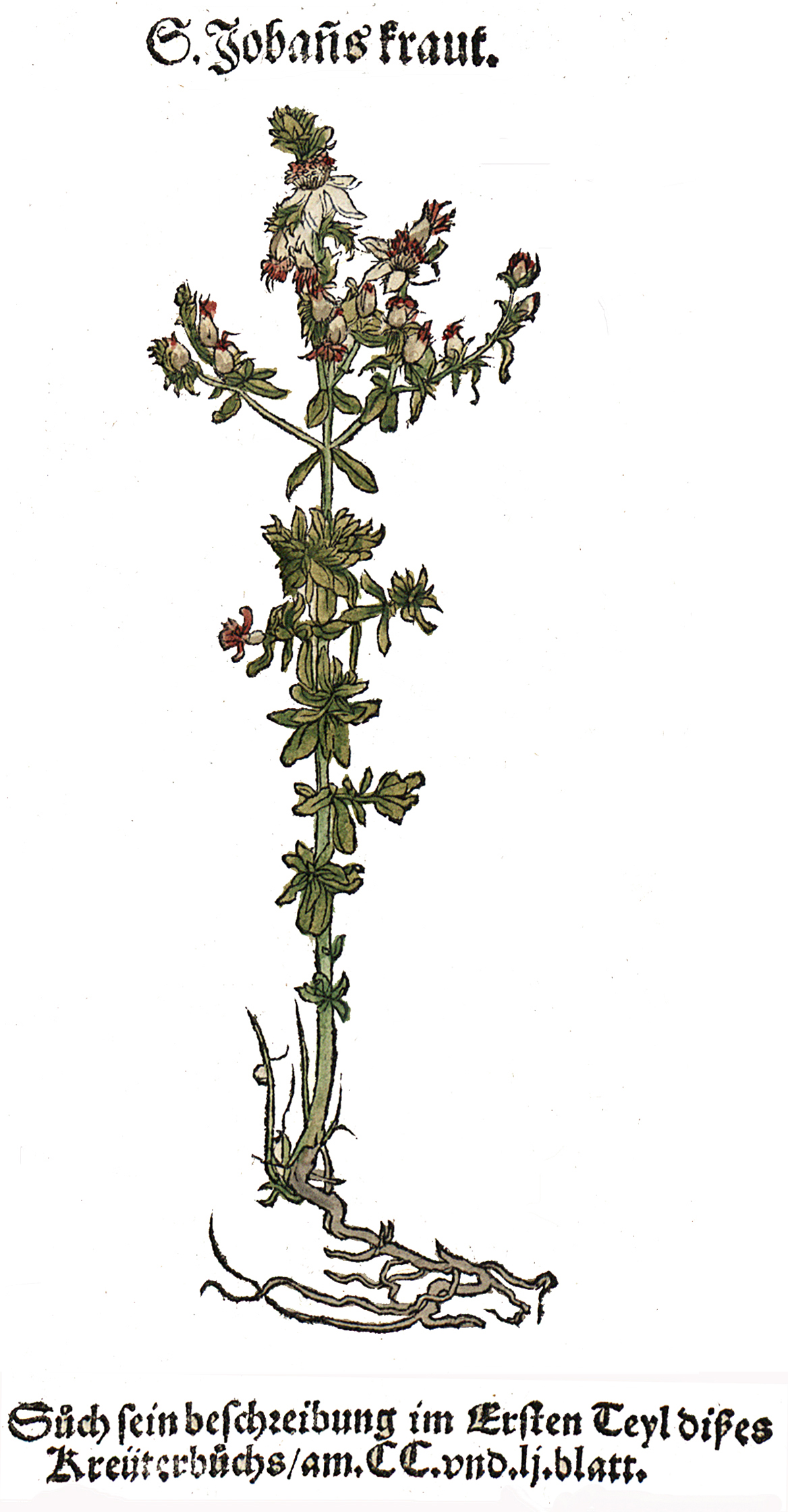
Otto Brunfels 1537
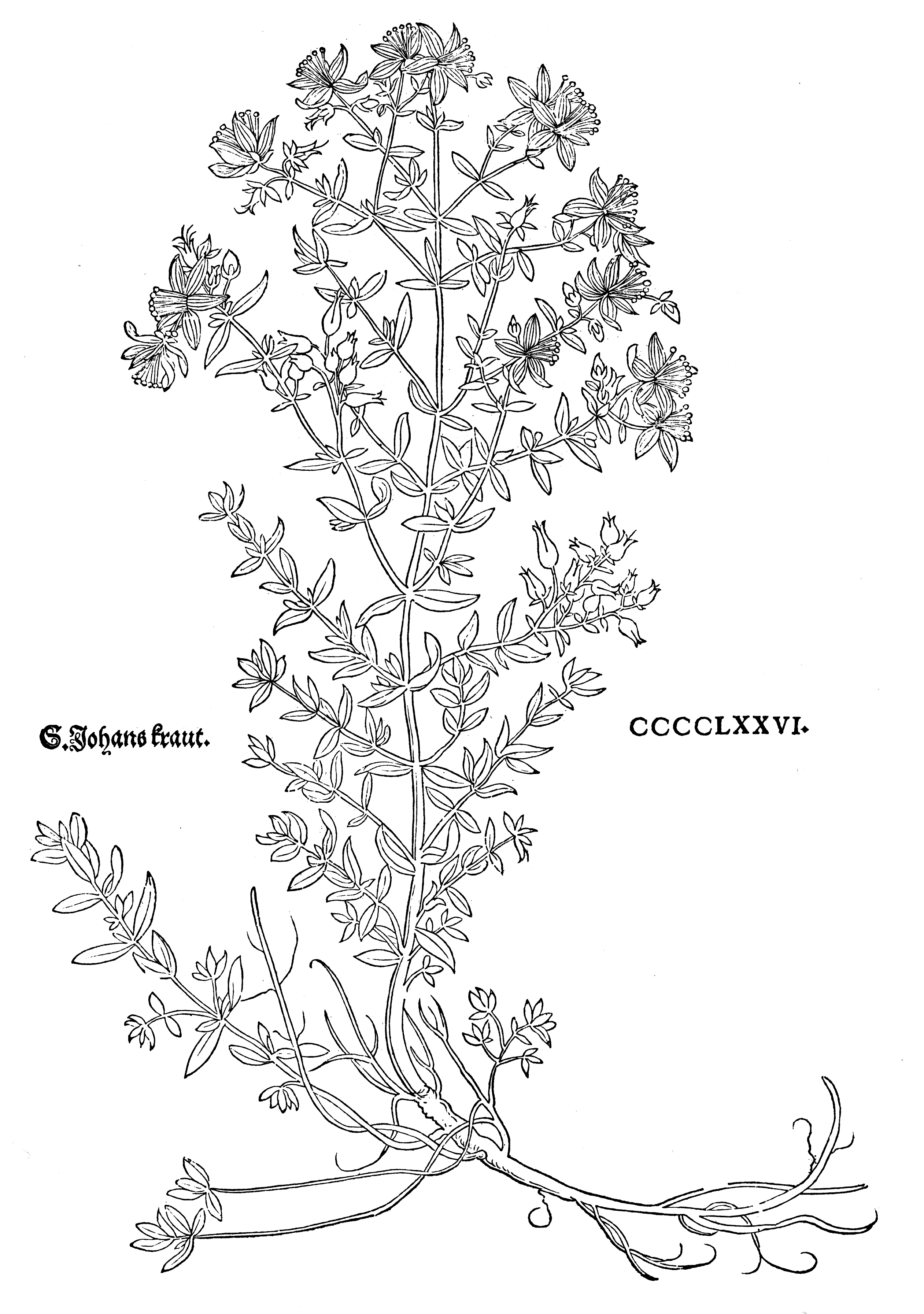
Leonhart Fuchs 1543
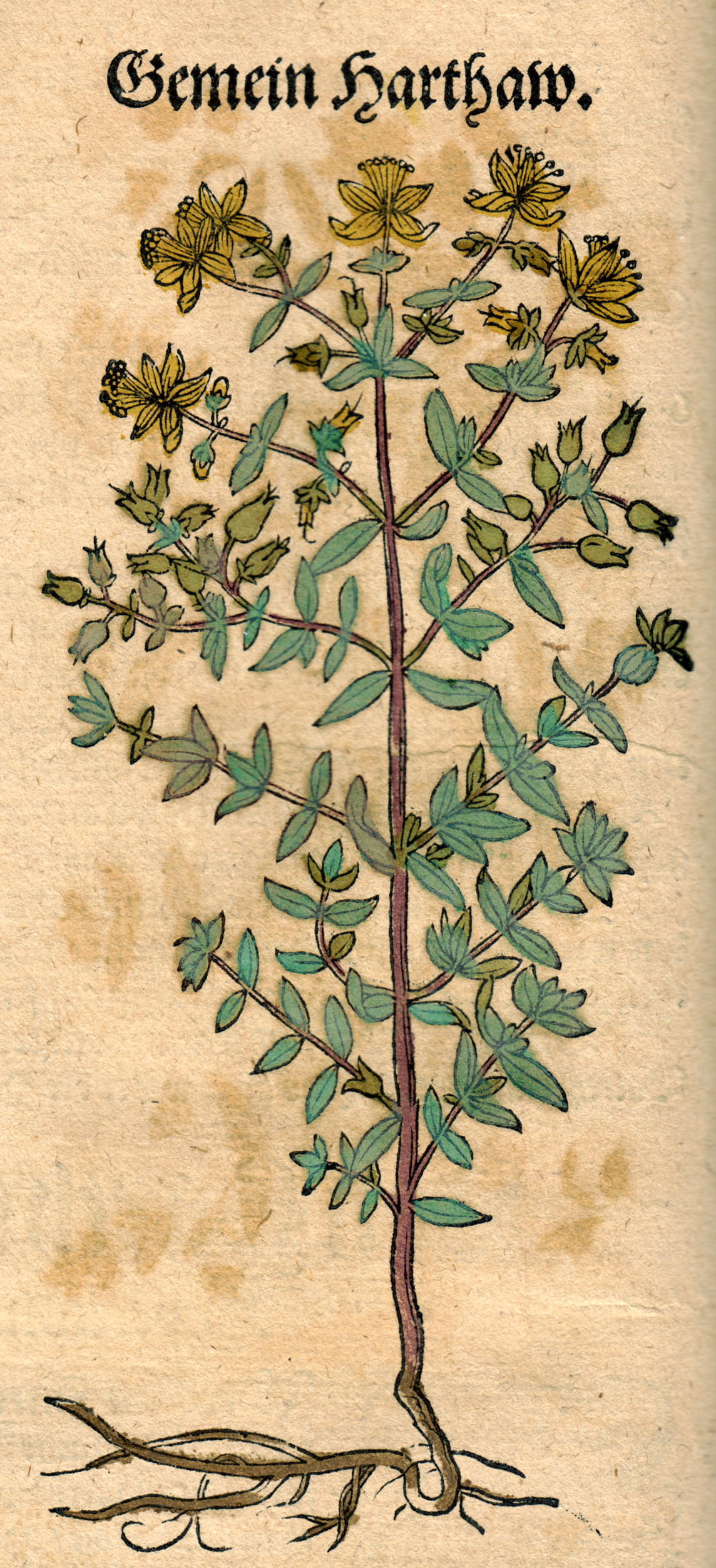
Hieronymus Bock 1546
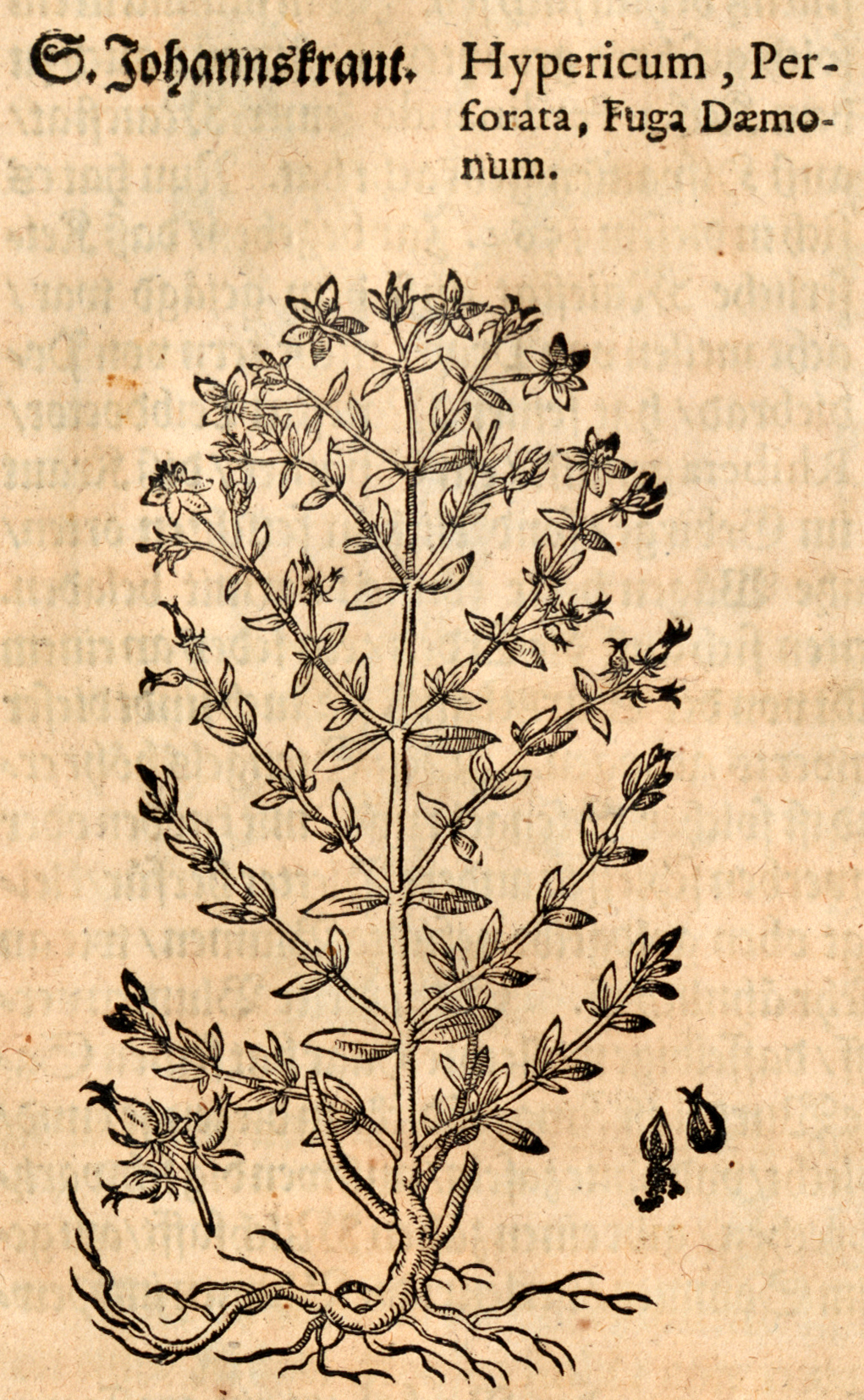
Mattioli / Handsch / Camerarius 1586